# Плотины водохранилища Сестрорецкий Разлив
Плотины водохранилища Сестрорецкий Разлив — гидротехническое сооружение, перегораживающее водоток рек Сестры и Чёрной для подъёма уровня воды и сосредоточения напора в месте создания водохранилища Сестрорецкий Разлив. Создано во времена правления Петра I. Находится на территории муниципального образования Сестрорецк.

## XXI век

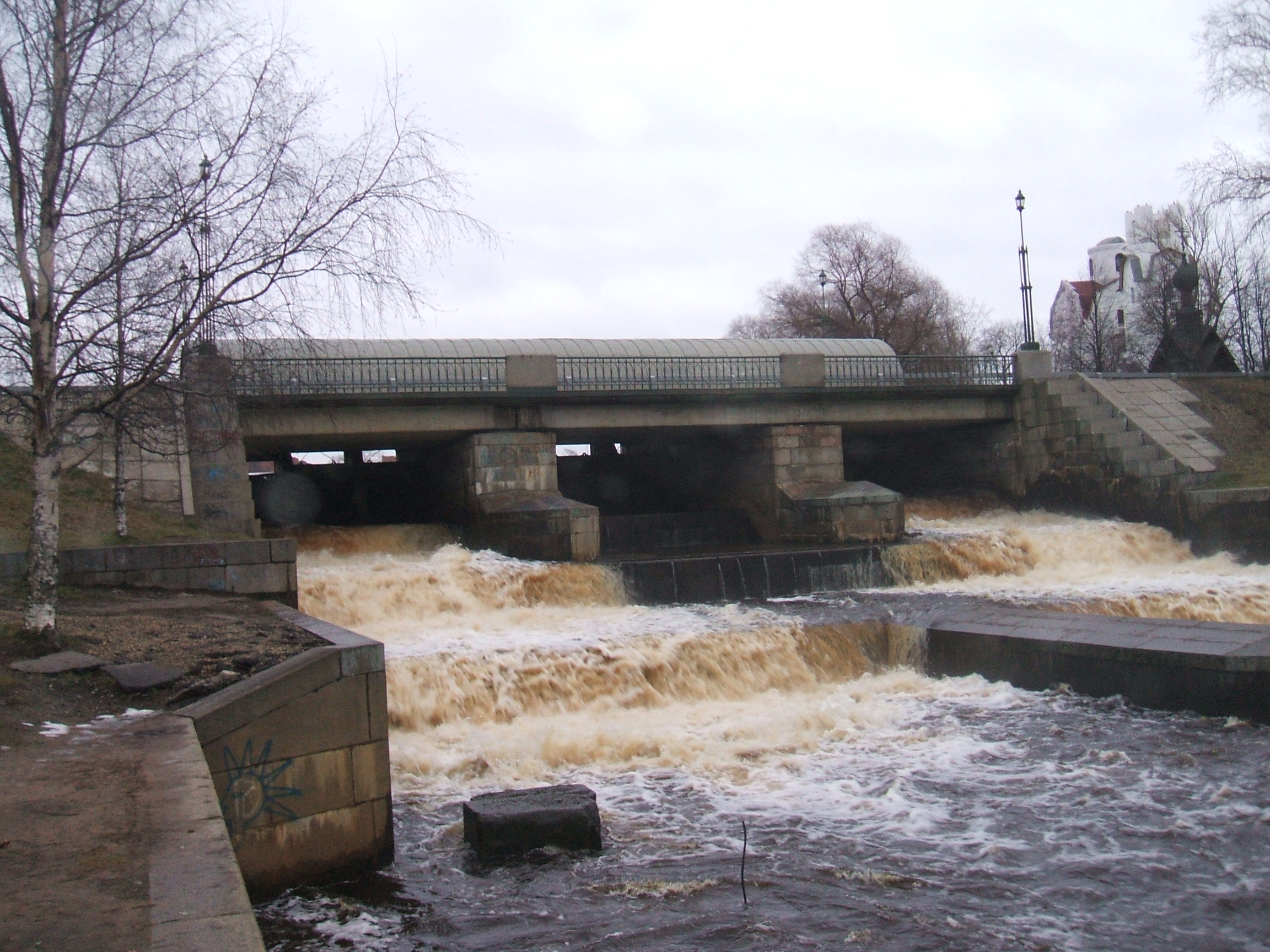
Плотина Гаусмана в нижнем бьефе

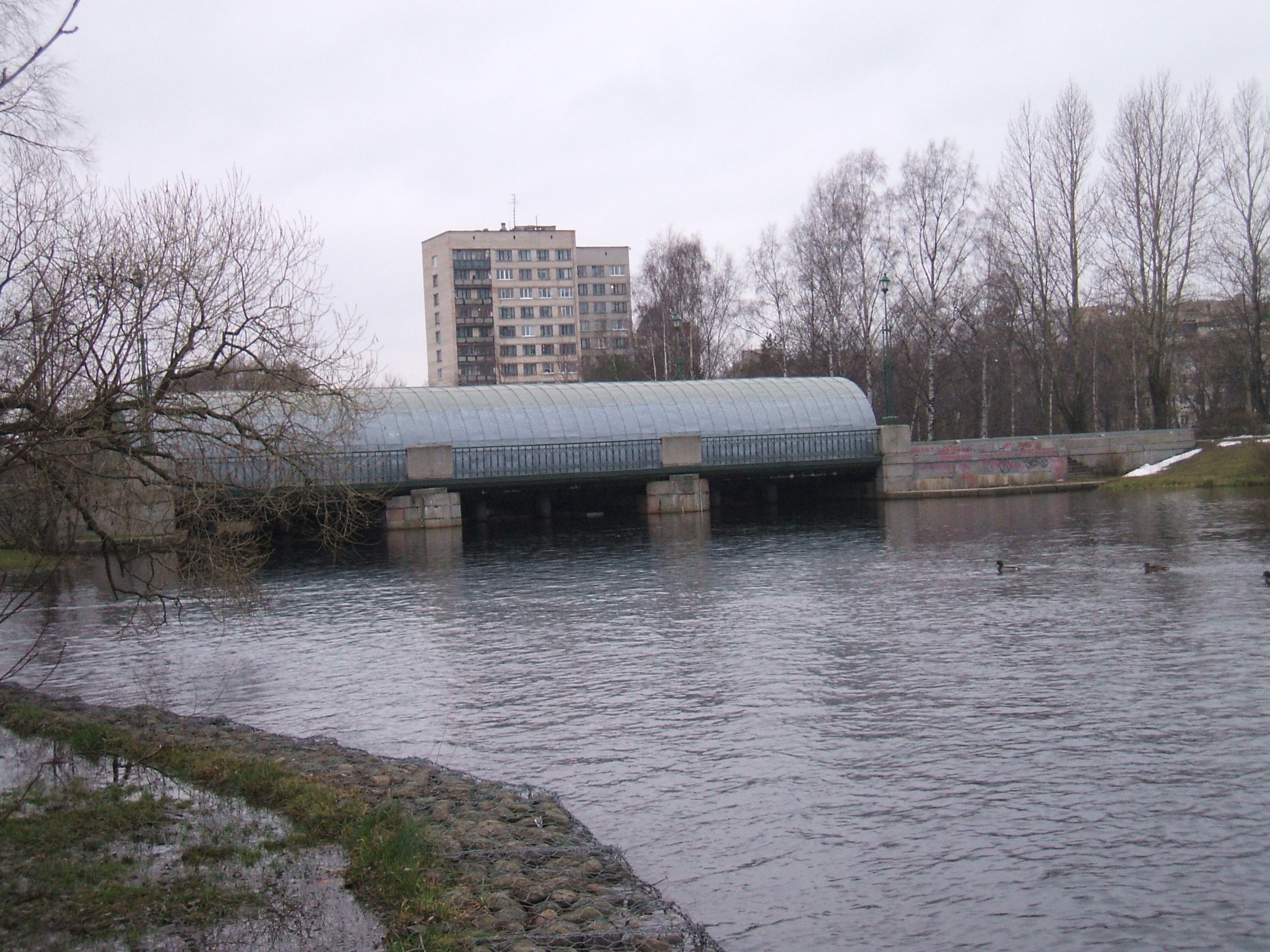
Плотина Гаусмана в верхнем бьефе

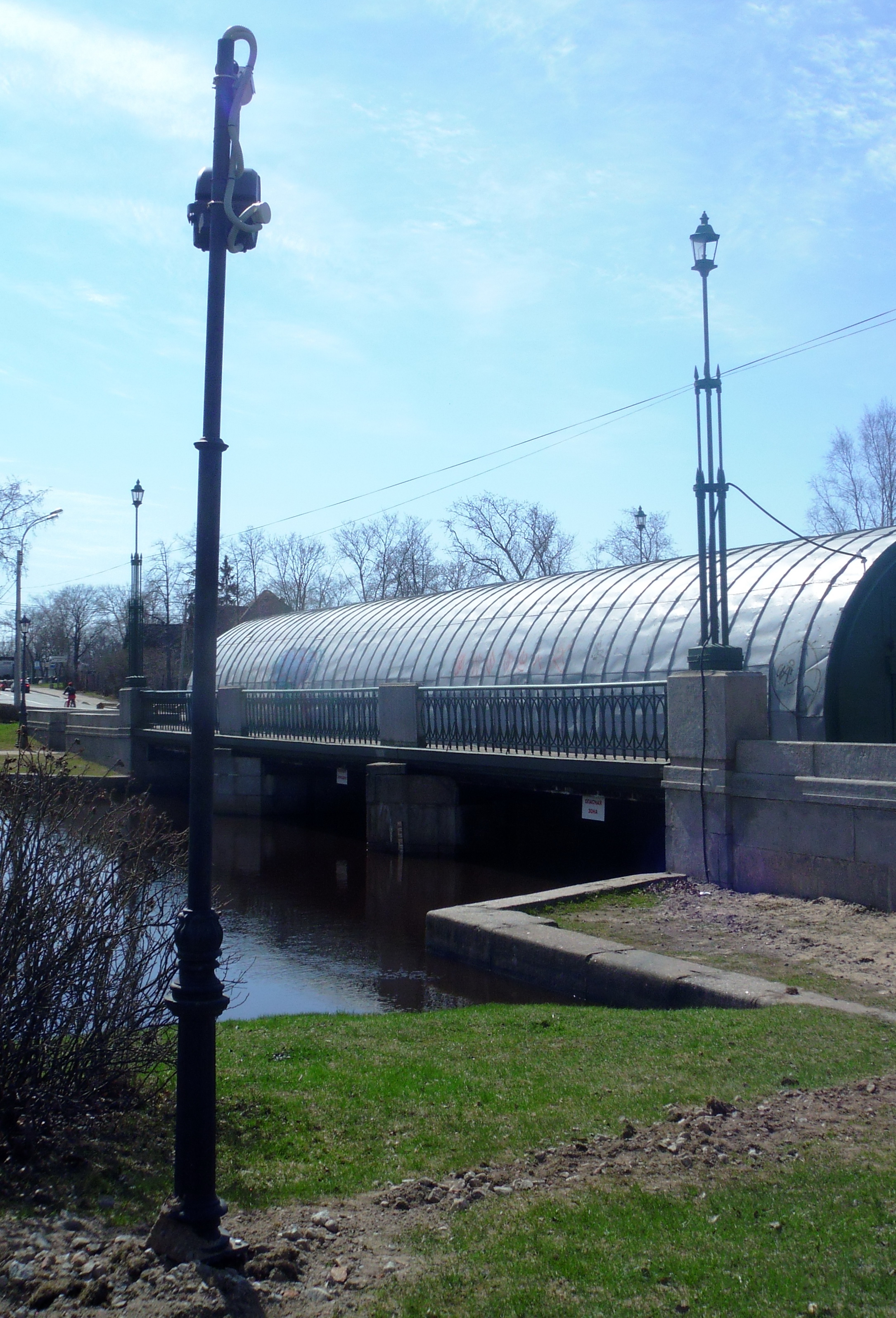
Видеокамера на плотине Гаусмана

Зимой 2010—2011 года снеговые осадки превысили по своему количеству ранее наблюдавшиеся. Паводок угрожал безопасности водопропускных сооружений водохранилища Сестрорецкий Разлив и подтоплению прибрежных, заселённых территорий посёлков Горская, Александровская, Тарховка, Разлив и улиц Угольного островка в городе Сестрорецк, Курортный район Санкт-Петербурга.

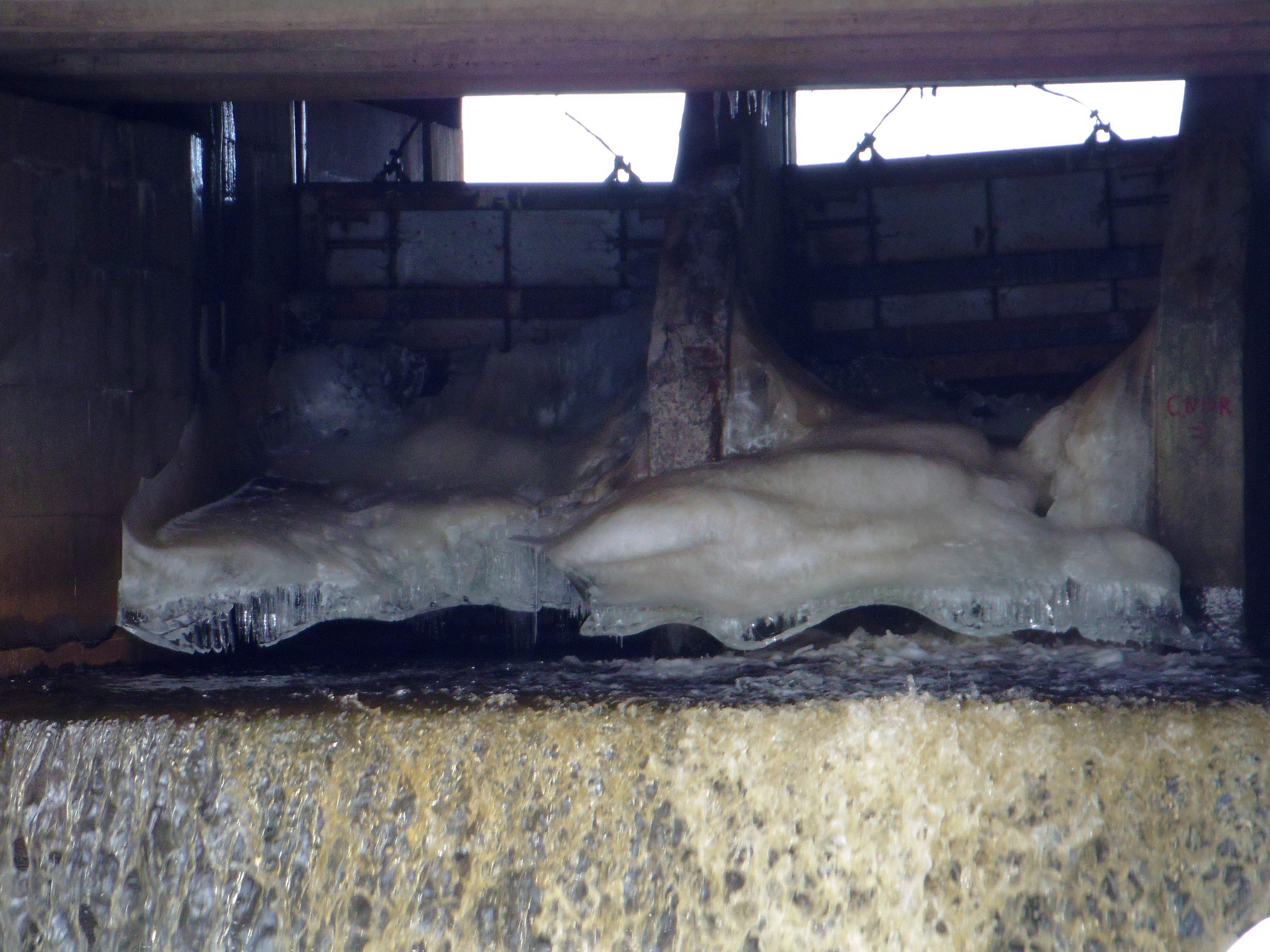
Затворы плотины Гаусмана

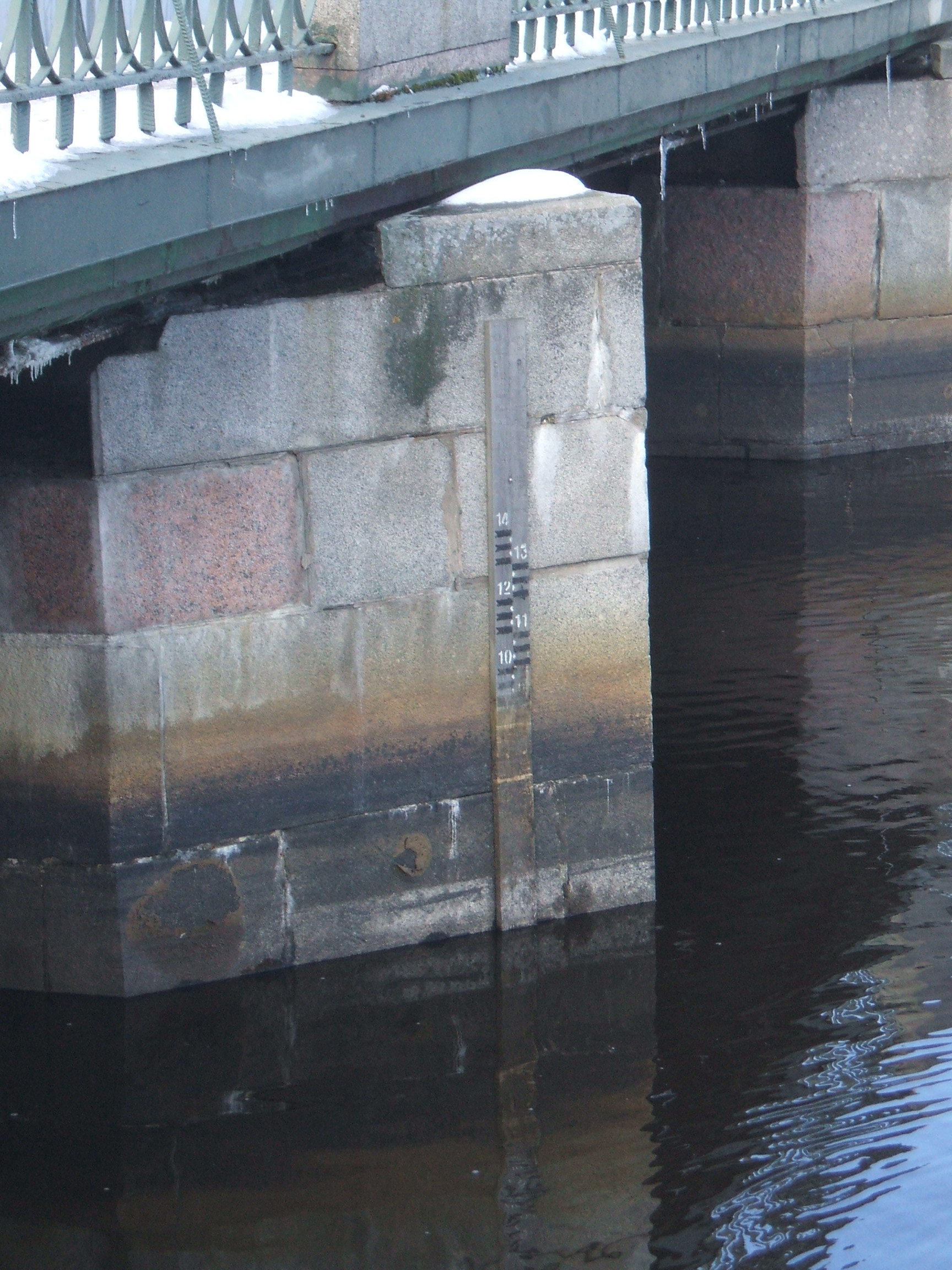
Футшток на плотине Гаусмана

Основная плотина Гаусмана («Перепада») на улице Мосина после реставрации в 1985—1987 году справлялась с пропуском до 35 м³/с паводковых вод. ГУП «Ленводхоз», отвечающий за эксплуатацию всех водных объектов Санкт-Петербурга, в марте 2011 года впервые понизил уровень воды Сестрорецкого Разлива на 0,8 метра.
При понижении уровня открылись остатки ряжево-земляной плотины, которая была построена, а затем смыта в 1833 году. Эта плотина получила в литературе название «Плотина Дестрема» по автору статьи.

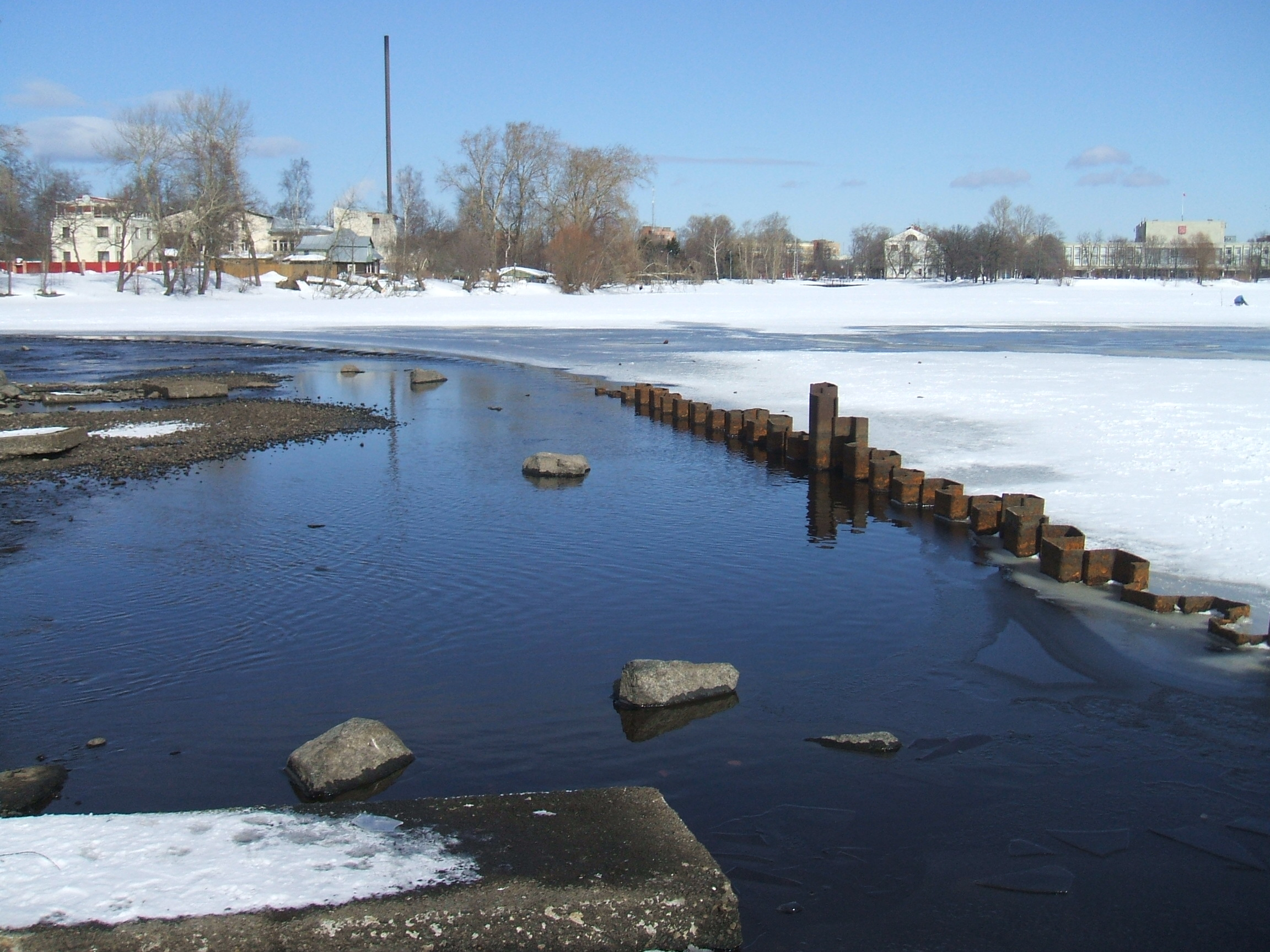
Плотина из металлического шпунта 1987 год

Выше этой плотины открылась глухая из металлического шпунта преграда с верхним порогом слива на отметке 7-7,4 м. Балтийской системы высот, оставленная после реставрации 1987 года.

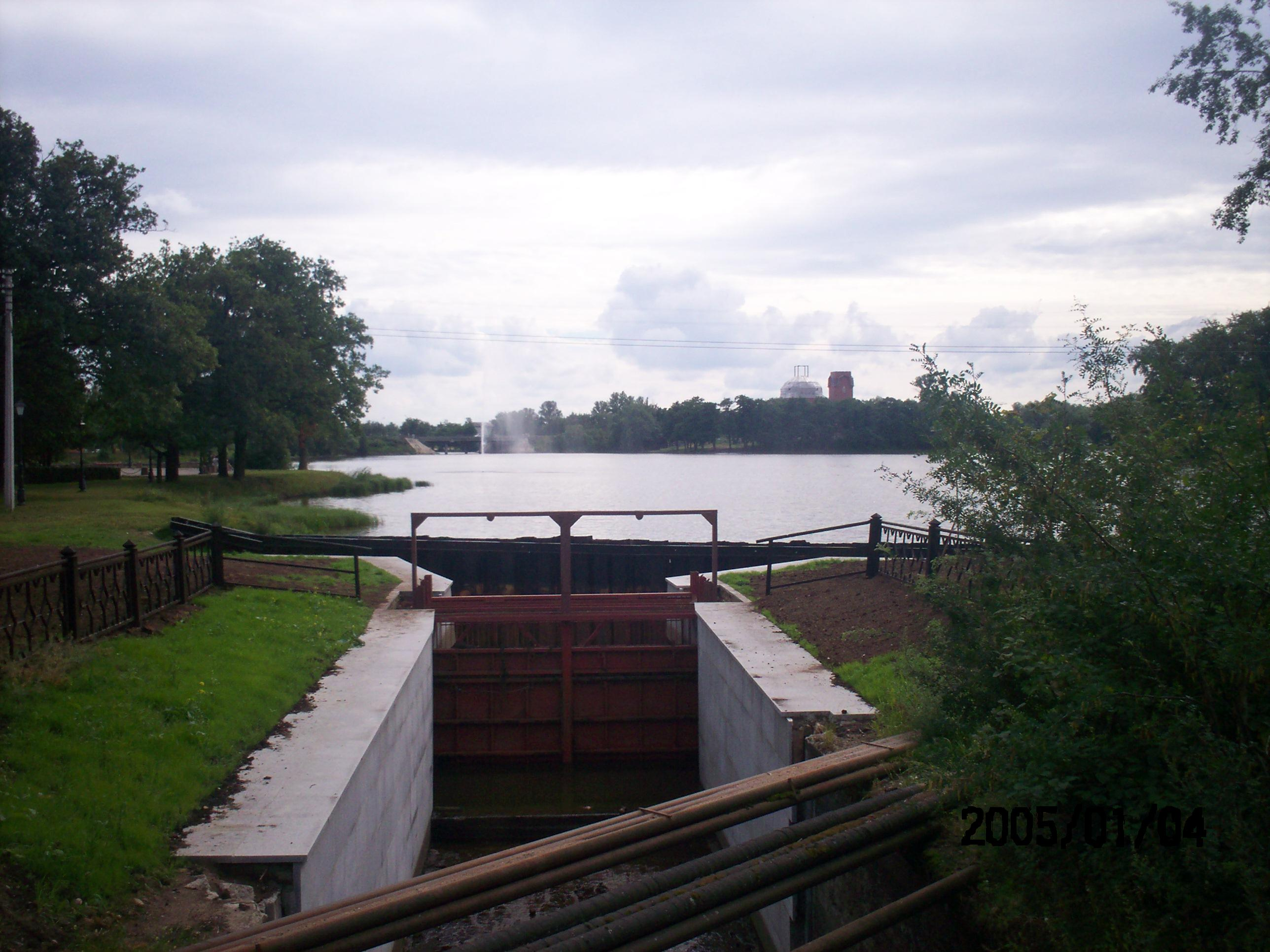
Заводская плотина

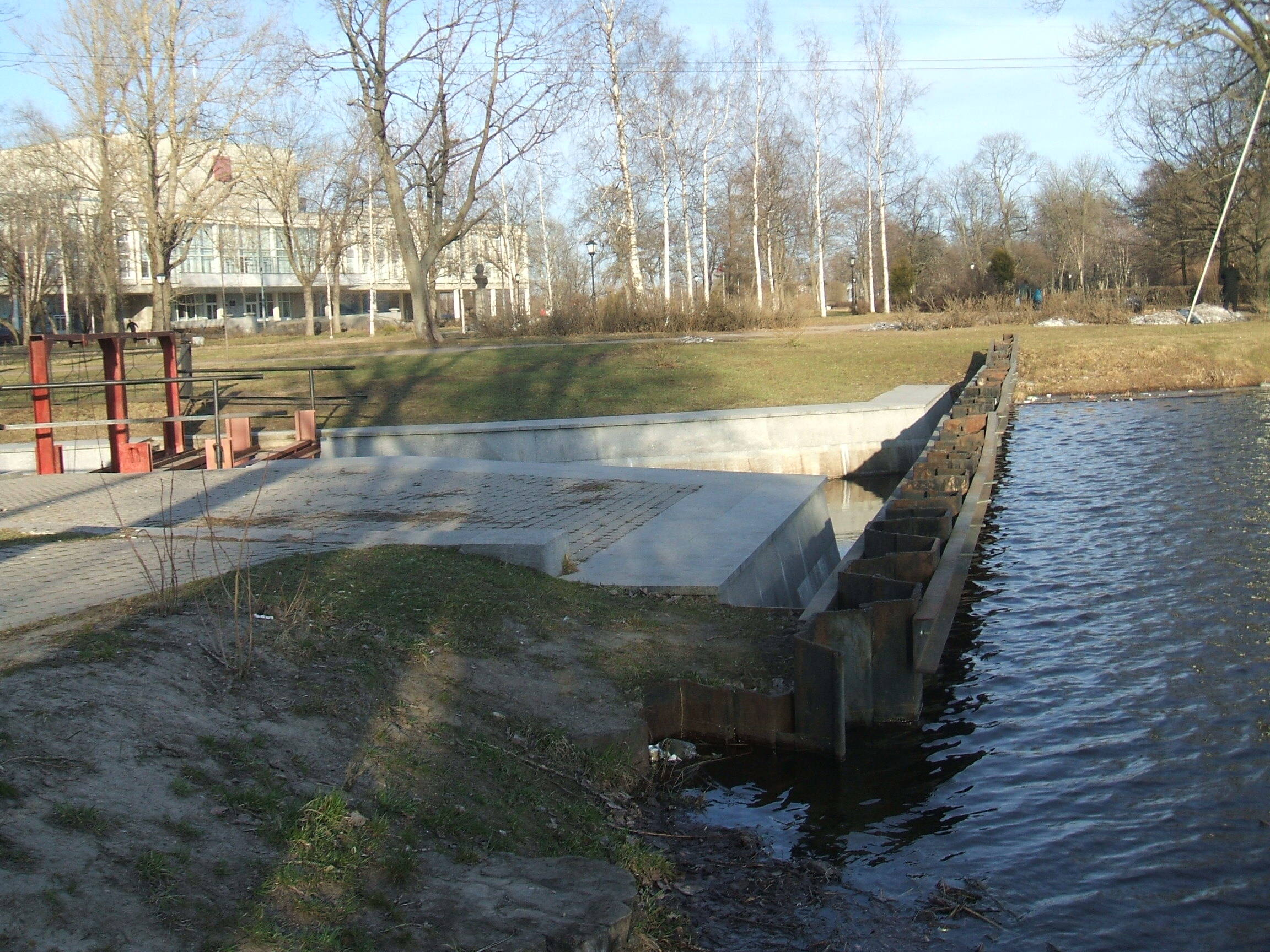
Плотина из металлического шпунта 2005 год

Ещё одна действующая плотина так называемая, заводская на канале имени Петра Великого, была реконструирована в 2005 году. При реконструкции водослив длиной около 6 м на отметке 5,5 м. БС фактически заменён, на шпунтовую преграду с двумя сантехническими задвижками Ду=200 мм, на отметке 8 м. Б. С., что снизило в десятки раз от предыдущего расход пропускаемой воды по реке Заводская (Малая) Сестра.
В результате реконструкции плотин в 1987 году и 2005 г. и оставленных после строительных работ заградительных шпунтовых преград возможности управления сбросом паводковых вод снизились. После реставрации заводского канала, к 9 мая 2013 года шпунтовая перемычка на плотине заводской гидроэлектростанции была демонтирована.

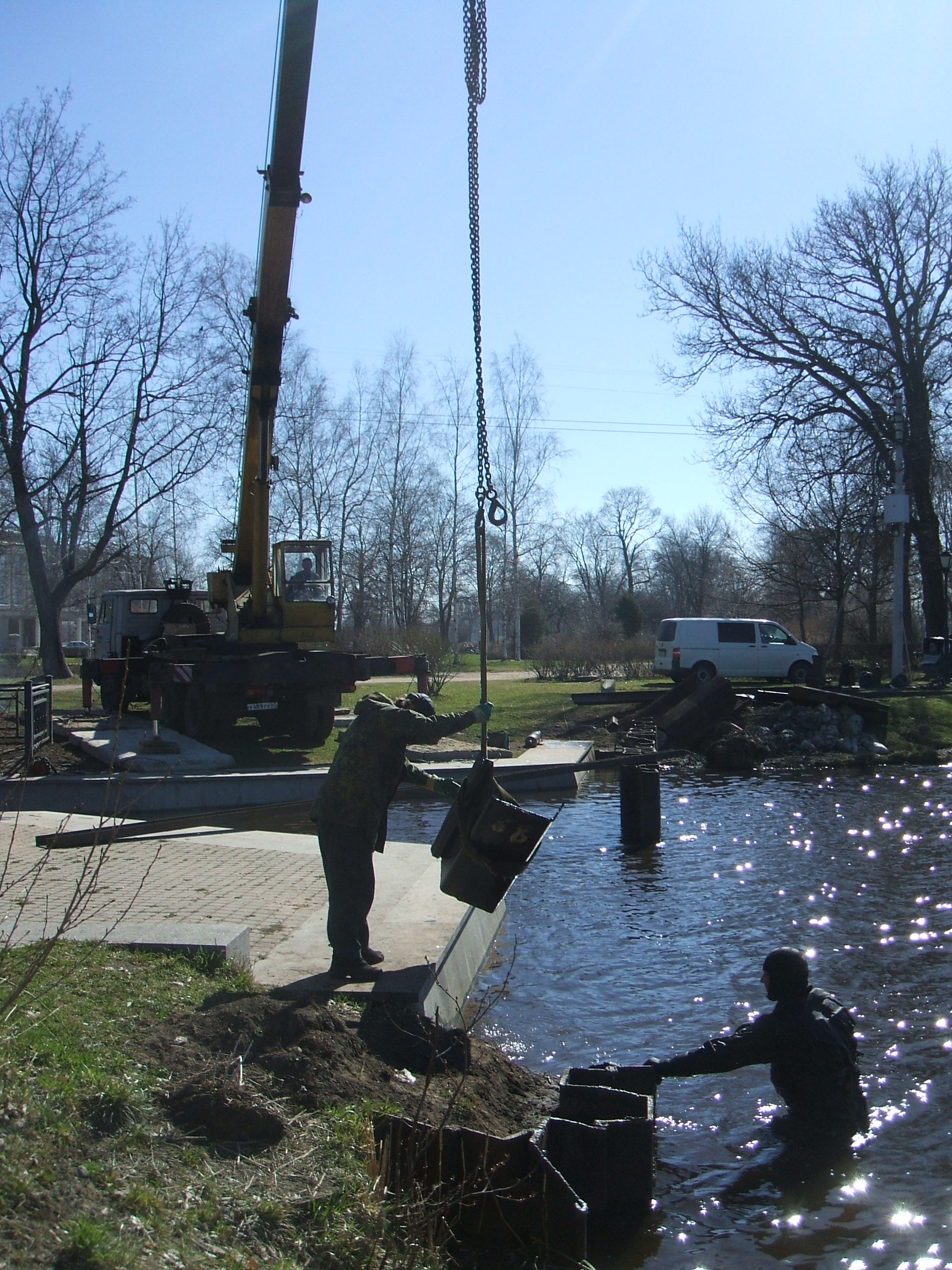
Разборка перемычки на плотине ГЭС

В 2013 году в целях безопасности на плотинах Гаусмана и заводской гидроэлектростанции установлены камеры видеонаблюдения с выходом на пульт местной полиции

## Поучительные истории

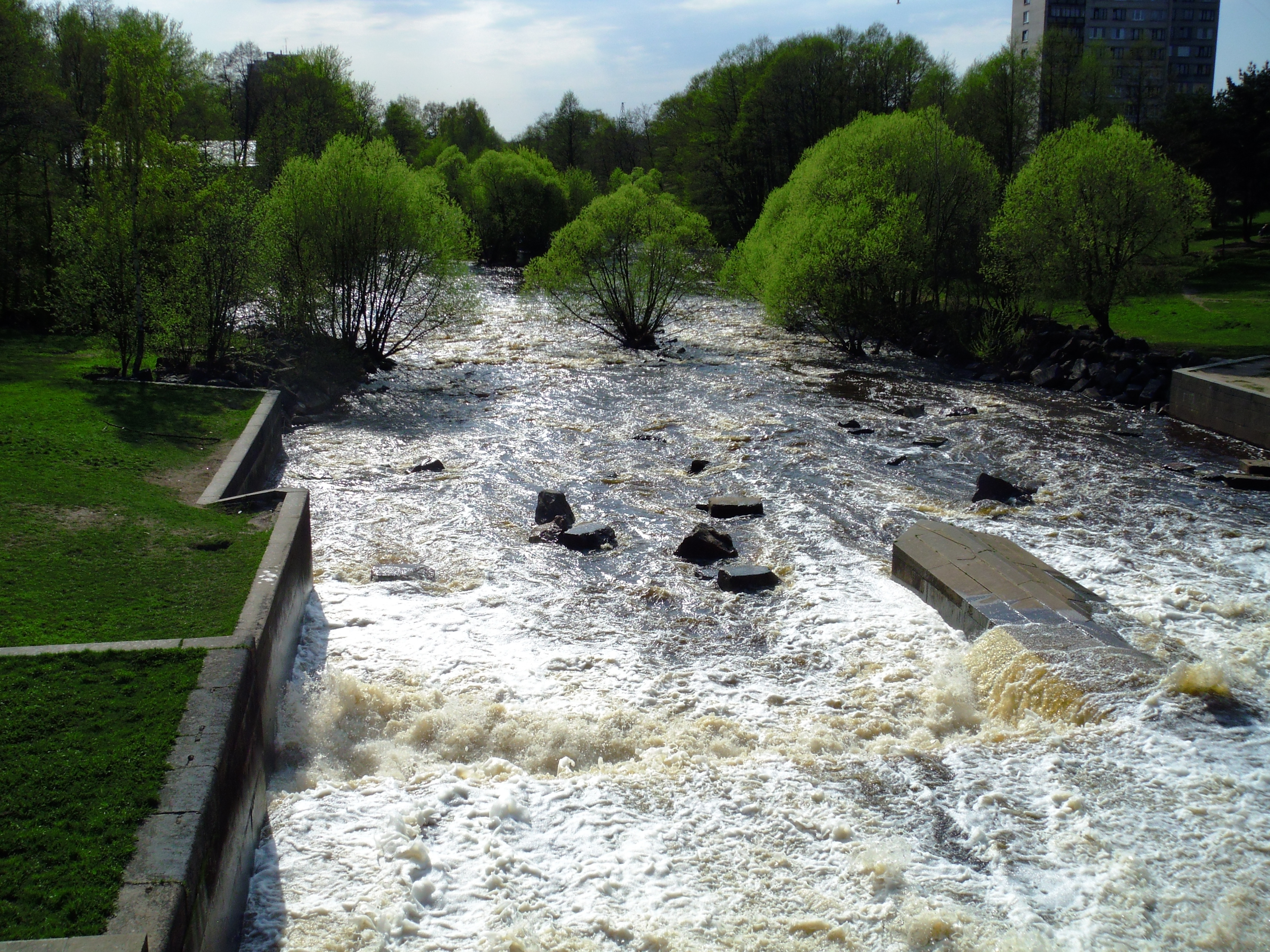
Вид с плотины Гаусмана в 2012 году

Все последующие цитаты даны из источника.

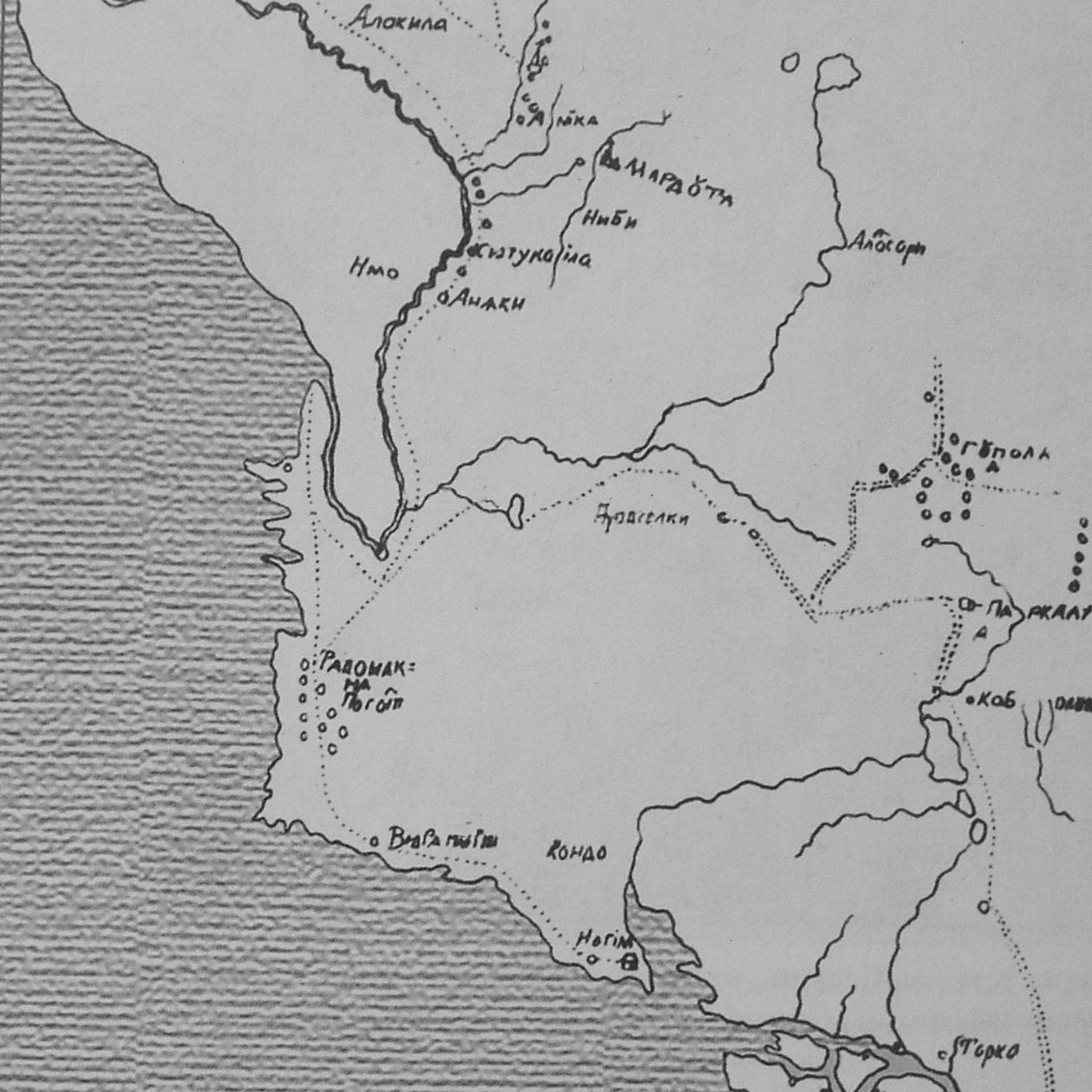
Карта Шхонебека 1705 год

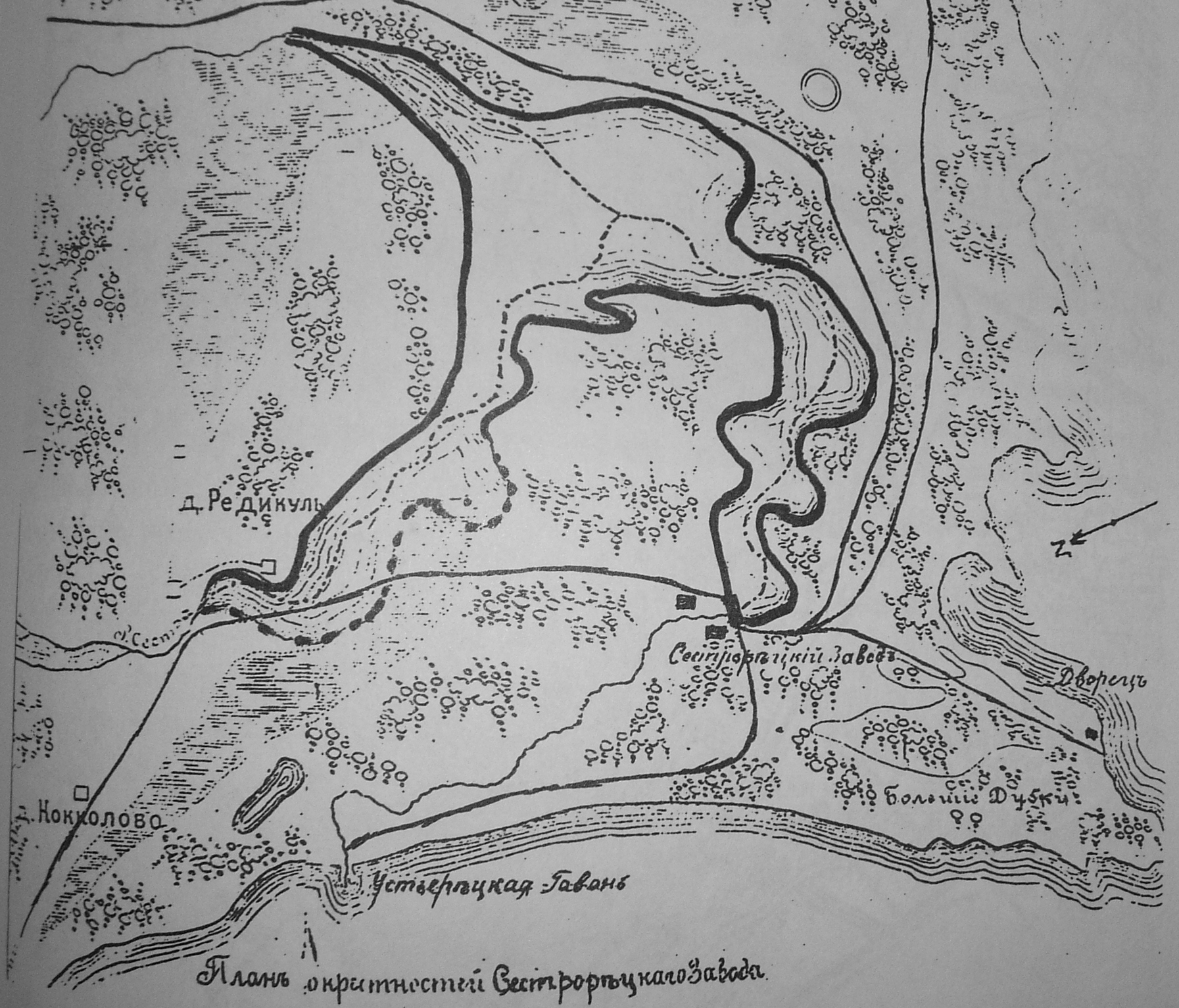
Рисунок местности в 1732 году

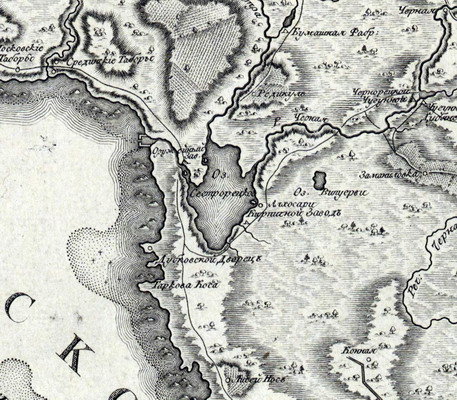
Карта Вилбрехта в 1792 году

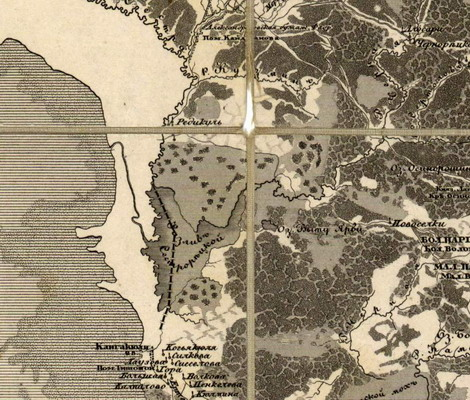
Карта Шуберта в 1840 году

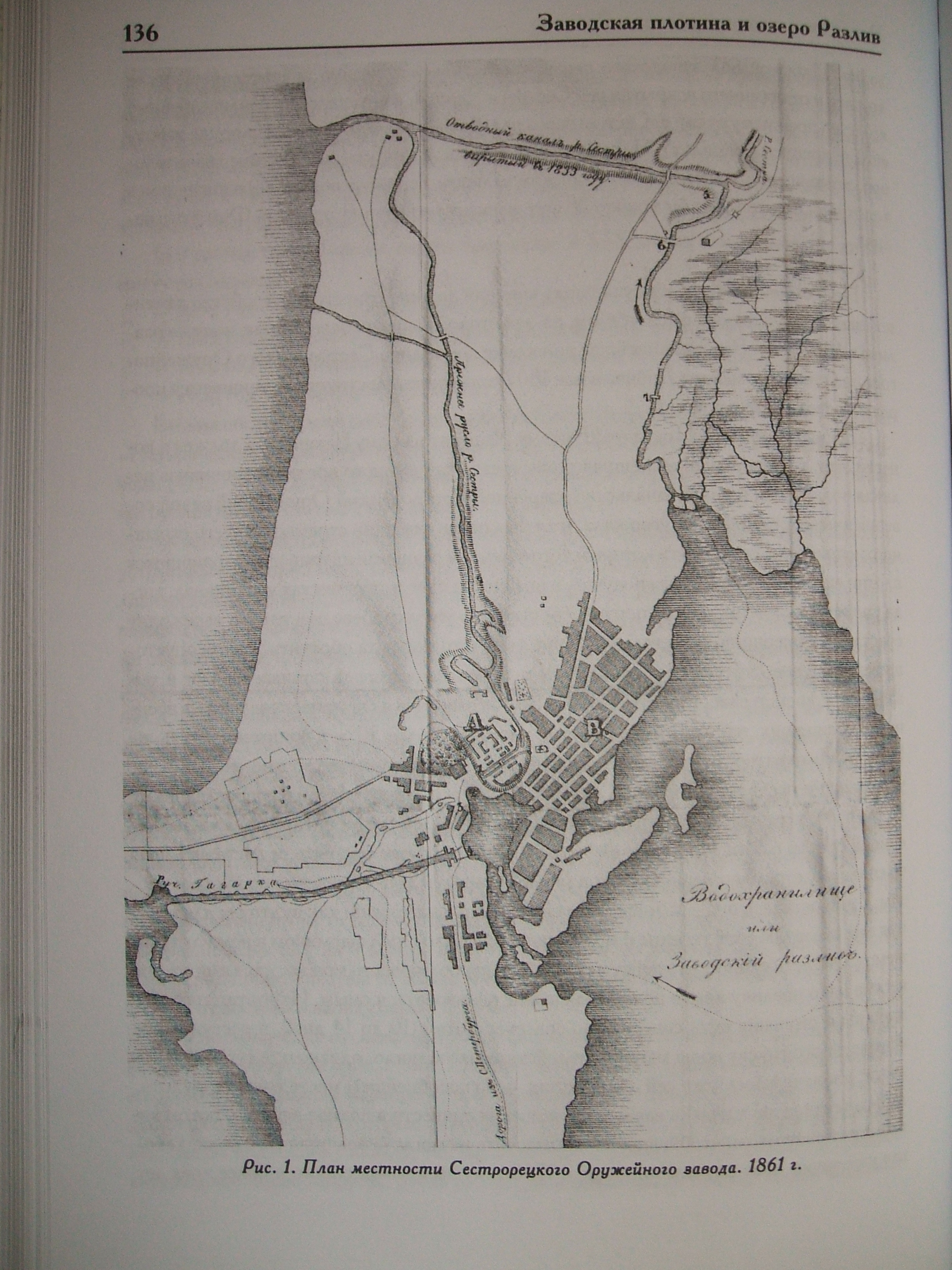
План местности в 1861 году

Машины Сестрорецкого оружейного завода (бывшие Сестрорецкие заводы, устроенные ещё при Петре Великом) приводятся в движение водою, посредством наливных вододействующих колёс. Вода притекает к колёсам по особо устроенным деревянным водопроводным руслам из заводского водохранилища, называемого местными обывателями, по обширности его разливом. Водохранилище это первоначально образовалось от запруды реки Сестры, в которую на 2,5 версты выше впадала р. Чёрная. Остановленная в течении своём, вода от двух рек, Сестры и Чёрной, по мере накопления выступала из берегов, разлилась и затопила прилегающую низменную местность (до 12 квадратных вёрст), окаймлённую песчаными возвышенностями и горами, которыми она с западной стороны отделяется в виде узкого перешейка (до 2 верст) от Финского залива. По образованию такого искусственного разлива покрылось водою самоё устье реки Чёрной. Поэтому на последующих планах местности уже не обозначается соединение двух рек, но р. Сестра впадает в северную часть, а р. Чёрная в восточную часть водохранилища, и вода, следуя натуральному склону местности, разлилась к югу на 4 версты от прежнего места соединения рек, так что разлив принял вид продолговатый от севера к югу, где наибольшее протяжение составляет 7 вёрст, а от востока к западу около 3,5 вёрст.
Скопленная вода пускалась, по мере надобности, через особо устроенное в берегах разлива отверстие, приспособленное к закрытию и открытию его, по так называемым водопроводным верхним руслам (по ларям, скрыням) к вододействующим колёсам, которые она приводит в движение, а летом, выливаясь из колёс, она по подземному каналу, так называемому нижнему руслу, впадала в прежнее натуральное, ниже запруды, руслу р. Сестры и продолжала течение своё в Финский залив. Избыток вод заводского разлива, обыкновенно весьма значительный после дождей и от весеннего вскрытия рек Сестры и Чёрной выпускался из разлива помимо колёс по прежнему руслу р. Сестры через нарочно устроенный в самой запруде заводской водоспуск (бейшлот). Посредством петровской запруды, вследствие значительного возвышения местности над Финским заливом, горизонт воды в образовавшемся водохранилище поднят был около 28 фут. выше, обыкновенного уровня Финского залива.
Эта 28-футовая разность между горизонтами двух водоёмов, лежащих в весьма близком между собою расстоянии, без всякого сомнения, обратила на себя внимание Петра I и была причиною окончательного приспособления местности к устройству вододействующего завода. Впрочем, положительных сведений о первоначальном действительном возвышении водохранилища над Финским заливом нам не удалось собрать, но, соображаясь с настоящими местными обстоятельствами допустить должно, что, горизонт воды относительно берегов не многим изменился во всё время существования водохранилища. Равномерно, по неимению никаких положительных данных, трудно определить место, устройство и размеры первоначальной запруды. Известно только, что Император Пётр I, посещая любимый дворец свой в Дубках, осматривал течение р. Сестры, а, найдя изобилие вод и удобное положение берегов ея, назначил неподалёку от устья ея место для постройки оружейного завода. Устройство поручено было в 1721 году начальнику олонецких заводов артиллерии полковнику Де-Геннину, но по случаю назначения его впоследствии горным начальником в Сибирь, окончание начатых заводов поручено было полковнику Вырубову, который в начале 1724 года совершенно окончил сестрорецкие заводы, то есть оружейный и пороховой, с фабриками для изготовления якорей, проволоки и др. Плотина была деревянная, фабрика большей частью мазанковая…., а в 1798 году.., они занялись исключительно производством оружия,… — нет сомнения, что к этому периоду времени должно отнести и устройство каменной заводской плотины с флютбетом, из-за которой выпускали весеннюю воду из разлива в 1807 году.

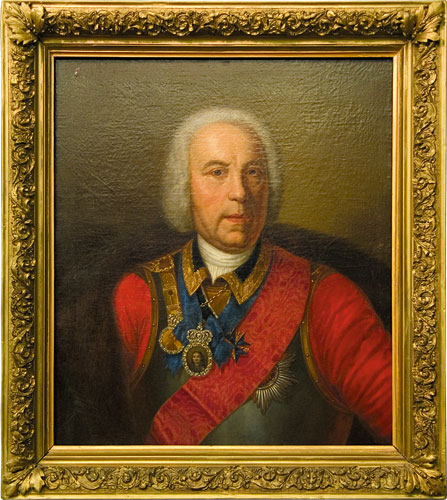
Георг Вильгельм Де Геннин

Казалось бы, ничто не предвещало беды:
Всеподданнейшее донесение командира Сестрорецкого оружейного завода генерал-майора Дибича в мае 1807 года свидетельствует о случившемся прорыве берега водохранилища.

"Всемилостивейший Государь! Вашему Императорскому Величеству должен я донести, что, к сожалению нынешняя столь чрезвычайно много вреда причинившая великая вода таким и в моё начальство вверенной Сестрорецкий оружейный завод совершенным истреблением угрожала, но я был столь счастлив стремлению сего страшного неприятеля, остановить который истреблением разных выше завода находившихся плотин ежечасно новые силы получал, и опасности паче в двух местах увеличивал, когда упорства мои в тех местах противоборствовать уже ослабевали я только через одну счастливую операцию на левом крыле и в тыле его, мог туда обратить, где он опустошительное своё действо без причинения ощутительного вреда произвесть мог и тем завод совершенно спас. Простите Ваше Величество, что я сие донесение писал в военных выражениях, часто потому, что я к оному же более 50 лет привычен, честь же Вашему Императорскому Величеству доказать, что я столько же восхищён, могли сие угрожающее несчастье отвратить, сколько бы я был опечален ежели б воспоследовало. Когда я уже все средства к защищению тщетно старался употребить, оставался только единой способ к опасению, я велел берег разлива к дубкам прорыть, и доставить чрез то сильному стремлению воды сток в море; я старался дать ей течение по пустым местам, 2 дни осталась она в назначенном ей течении, а на третий, как будто бы для мщения мне взяла она своё течение к моему саду, промыло оной с домиком в нём находившемся. Сие есть единое, что действительным ущербом почесть можно, для меня же оно весьма мало поелику время не позволяло мне пользоваться оным. Напротив того все машины и строения суть совершенно спасены, хотя я 10 до 14 дней, в рассуждение совершенного спуска воды машинами действовать не могло, однако оне суть всё в целости, и я занимаюсь уже сей новый сток, — в способнейшем месте паки запрудить, дабы в течение двух недель завод и с машинами привести в полное действо, потом же принять также меры, чтобы впредь последовать не могла революция сего рода, каковая уже много крат случалась, и ещё в 1758 году весь завод снесло и более трёх лет действовать не мог.
Что сие без издержек учинить невозможно благоволите, Ваше Императорское Величество сами усмотреть, но я ручаюсь, ежели сие поправление под моим начальством и по моему показанию учинено будет, то оно двух процентов составлять не будет с того во чтоб истреблением завода и плотина бы встала, не считая кроме издержек и урона несколько лет кои б для выстройки и поправления нужны бы были, меня одно помышление ныне восхищает, напрягав все мои силы к выполнению моей должности, но я тако ж обязан ревностное споможение многих офицеров и деятельность мастеровых не умолчать, кои таком к сему поспешествовали, и хотя мы вообще наградою себе поставляем, выполнив наш долг сию пользу произвели. Но с моей стороны остаётся особенная обязанность их к милостям Вашего Императорского Величества рекомендовать, так как оную заслуживать и достойным делаться есть и пребудет ревностное старание.
Вашего Императорского Величества
Всеподданнейшего
Подписал: генерал-майор фон Дибич.

Место прорыва дамбы в 1807 году

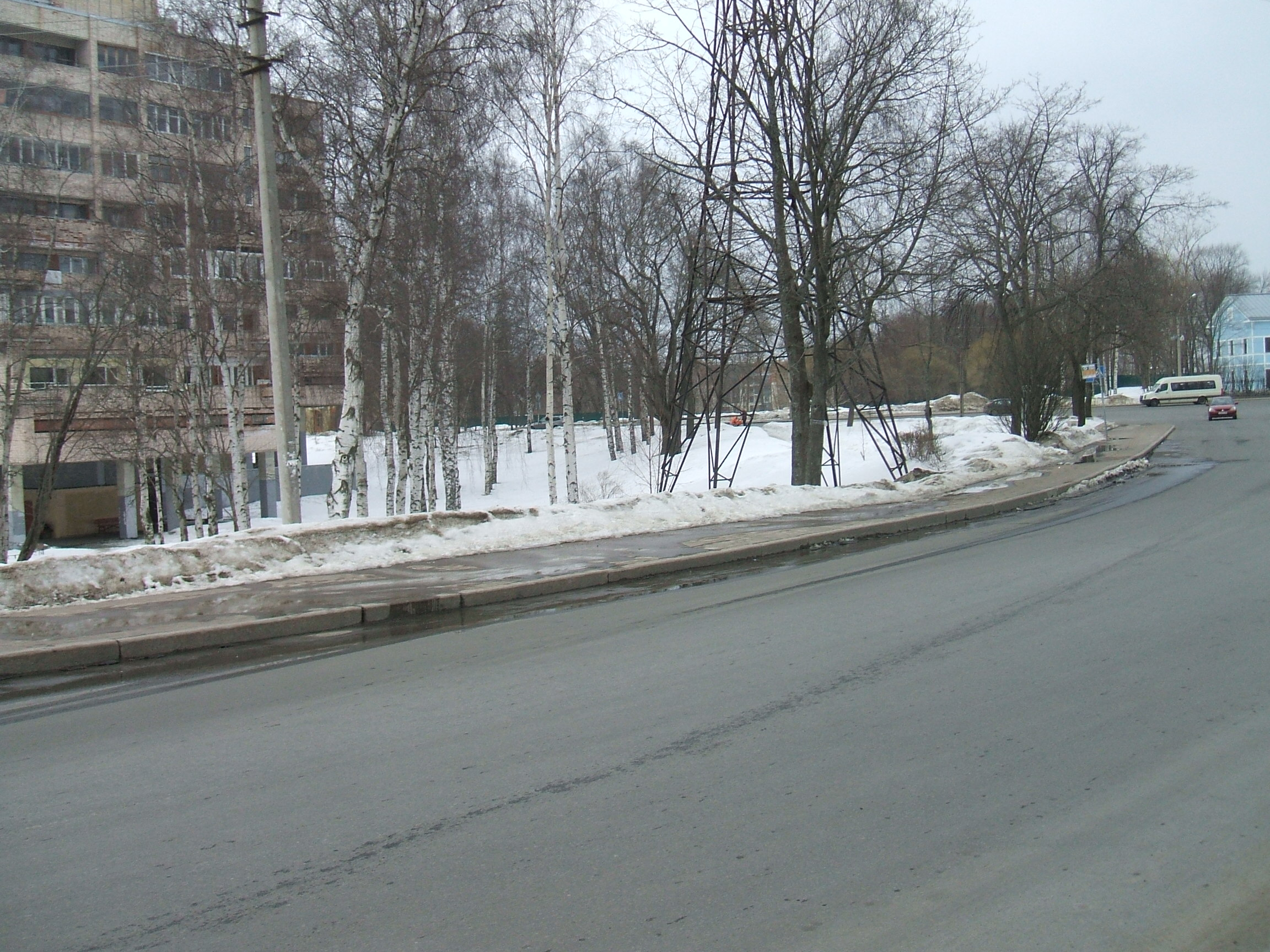
Место прорыва дамбы в 1807 году

Р. Гаусман анализирует предпосылки строительства новых плотин:

Донесение это во многих отношениях весьма любопытно и поучительно. Из него видно: 1) что и до 1807 года случилась, как выражается автор «революция сего рода» в 1758 году; 2) что при сестрорецкой песчаной местности нельзя дать исток воде по неукреплённому искусственным образом прорезу; 3) что вследствие песчаного же свойства грунта нельзя предоставить воде, проложить себе самой путь к морю, ибо уже на 3-й день струя приняла совершенно другое направление, изрыла всю местность, (образовавшиеся тогда рытвины видны ещё до сих пор) и, наконец, обойдя командирский сад и сам завод, соединилась опять со старым руслом р. Сестры.
Независимо от этого донесения, из собранных на месте сведений относительно упомянутого прорыва, известно, что выпуском весенней воды в 1807 году запоздали. Генерал Дибич имел в виду задержать по возможности большую массу воды, для безостановочного действия завода в летние месяцы, а постольку открыл щиты каменной заводской плотины с флютбетом только тогда, когда горизонт разлива поднят, был приблизительно до 60 дюймов или 29 фут.
(60 дюймовый горизонт водохранилища соответствует почти 29 фут возвышения уровня водохранилища над Финским заливом. С давнего времени на Сестрорецком оружейном заводе принято считать стояние воды относительно порога русла или дна при начале его. Мера весьма основательная: этим всегда верно и точно определяется именно тот слой воды, который может быть употреблён в работу, или для действия колёс; вся же вода ниже этого порога в работу употреблена быть не может.)
Но как в то время уже нельзя было управиться с водою, которая при этом горизонте начала переливаться через естественные берега водохранилища, то, по личному приказанию командира завода, прорыт был небольшой ровик шириною в 1 сажень. Спустя два часа после окончания рва ударили в набат, и люди только что ушедшие с работы, к крайнему своему удивлению увидели на месте ими же прокопанной канавки — реку шириною в 40 саженей.
Вода изрыла всю местность и направилась к ручью Гагарке, причём унесла в море целые песчаные горы. Подмывая в особенности правый берег, она на 3-й день прорвалась через песчаную возвышенность в ложбину, окружающую командирский сад, которая вероятно была прежним, давнишним руслом р. Сестры, и, проложив себе дорогу к настоящему руслу ея, соединилась вновь со струёю, выходящего из спусковой плотины, то есть обратилась в противоположную сторону от начала прорыва.
Нет сомнения, что прорыв плотины произошёл случайно, неумышленно; но что причиною тому было незнание ни местности, ни свойств воды это ясно. Подтверждением тому служит опыт последующих лет, который доказал, что существовавшая в то время заводская плотина, то есть водоспуск, имел ширину отверстия достаточную, для ежегодного пропуска весенних вод, при более благоразумном управлении водою. Во, что обошёлся казне этот неожиданный прорыв из дел завода не видно, но из слов очевидцев известно, что генерал Дибич более 2 лет устраивал запруду и, наконец, на 3-й год она устроена была с участием генерала Деволлана, которым выстроена была каменная заводская плотина с флютбетом.

Бочага в 2011 году (…проложив себе дорогу к настоящему руслу ея, соединилась вновь со струёю, выходящего из спусковой плотины…)

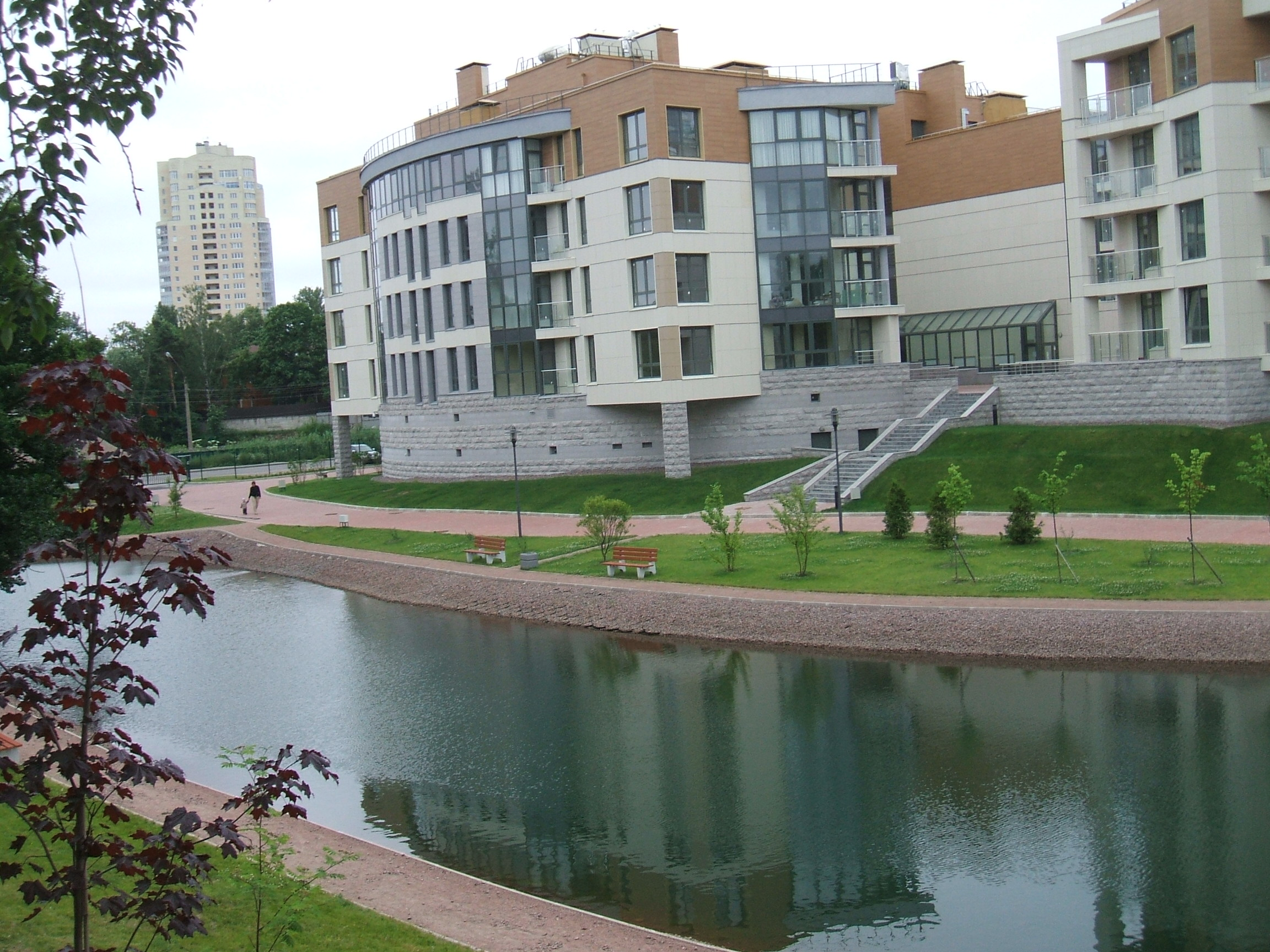
Бочага на ул. Цемяночной в Сестрорецке
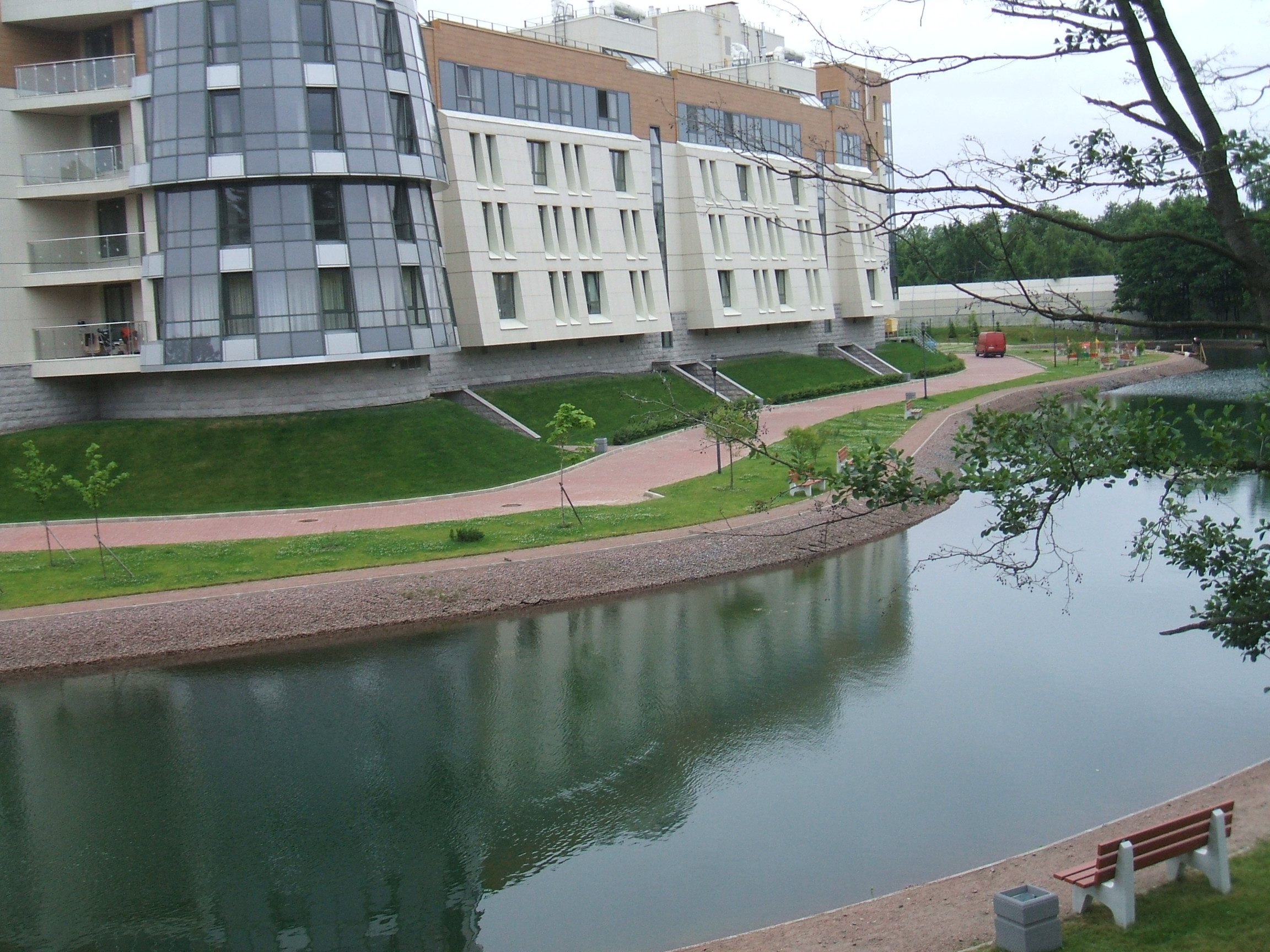
Бочага в Сестрорецке

## ПлотинаДе Волана

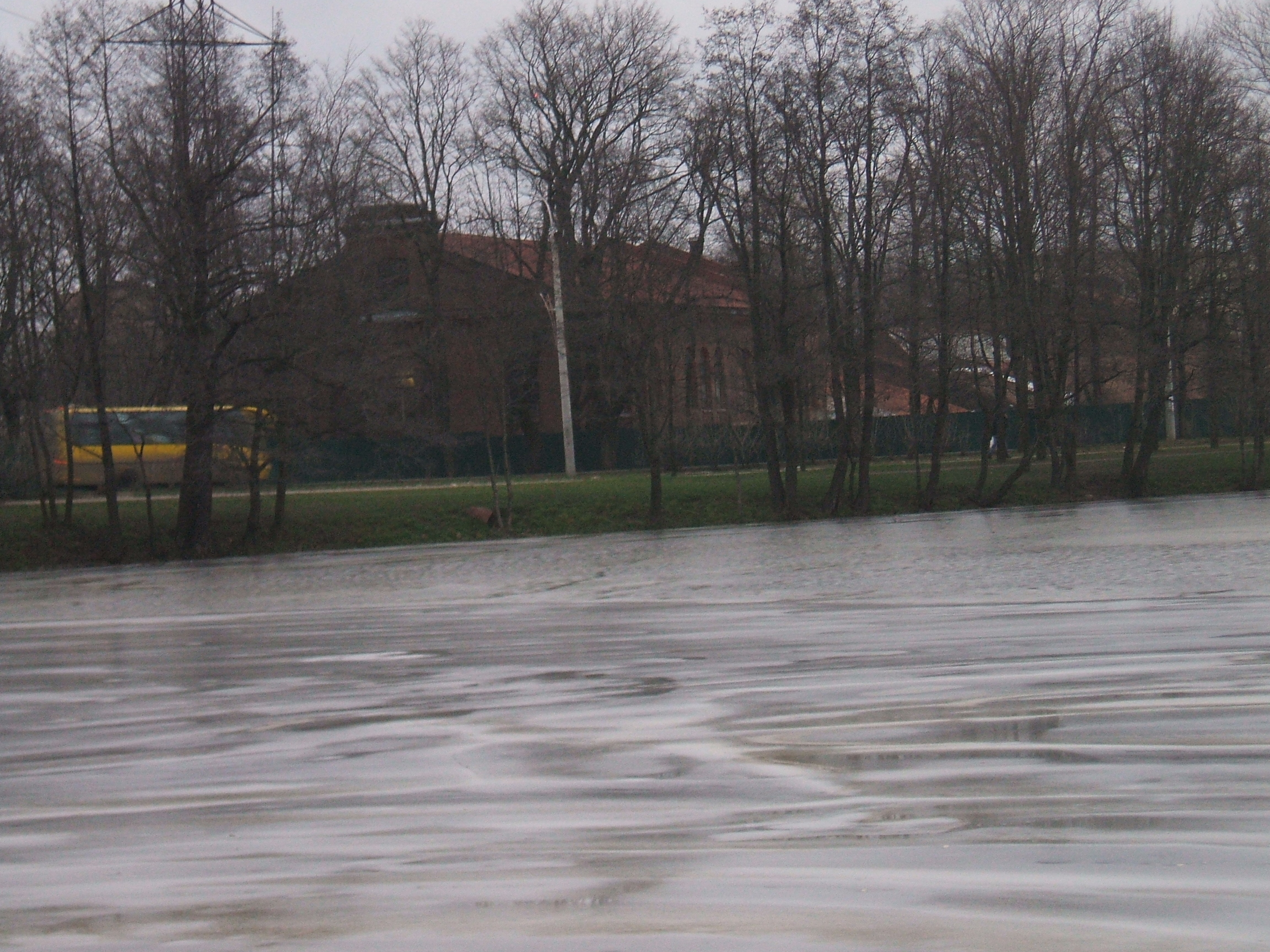
Плотина Де Волана

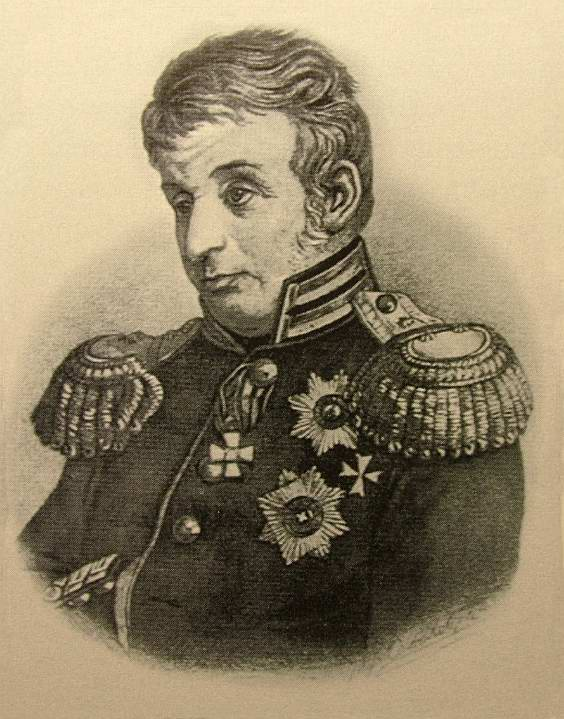
Франц де Волан, рисунок неизвестного художника (~1805)

Р. Гаусман даёт характеристику замены по проекту Де Воллана старой деревянной заводской плотины, построенной ещё в 1724 году на каменную. Последняя в XX веке была засыпана, а в дальнейшем заасфальтирована улицей Воскова. Доступ к водопроводным руслам сохранился со стороны Сестрорецкого инструментального завода, служба главного энергетика, которого должна проводить ревизию этих устройств.

Запруда эта примечательна в том отношении, что она возведена из мелкого местного песка, без употребления шпунтовых свай, то есть тело её, составляет одна только песчаная насыпь. Фильтрация здесь постоянно существует, но она не представляет ни малейшей опасности. Изредка обнаруживаются на поверхности насыпи небольшие ямы от осадки, которые по временам, то есть при общем ремонте, вновь заполняются тем же местным песком, так что в течение последних 20 лет на ремонт этой дамбы положительно никаких расходов не требовалось.
После окончательного устройства упомянутой запруды Сестрорецкий завод до 1833 года не подвергался никаким случайностям со стороны водохранилища, и водою его управляли исключительно посредством заводской плотины с флютбетом. Размеры её были следующие: стояние воды над порогом 7 до 8 фут.; полная ширина отверстия 30,6 фут. Она разделена была средним быком на два пролёта, а каждый пролёт 2 щитовыми стойками на 3 щитовых отверстия. Щиты, по высоте состояли из двух отдельных частей, из коих вышина нижних щитов равнялась 5 ф.
Разница между горизонтами воды перед плотиною и за флютбетом простиралась до 15—20 ф; так что вода через спусковую плотину низвергалась свободно с увеличивающейся скоростью, слоем в толщину 7 ф при конце флютбета. Вертикальное падение (считая от порога) в 4 уступах — 6,75 фут и в покатости полов 6,25 фут всего высота падения 13 фут.
По сторонам водоспуска проходили деревянные водопроводные русла, по которым вода течёт к вододействующим колёсам, а потому кроме двух выпускных пролётов были ещё два отверстия, которые отделялись от самого водоспуска двумя каменными устоями. Затем для соединения сооружения с берегами выведены были два береговых устоя. Все устои сделаны были из хорошего обожжённого кирпича, исключительно железняка, а облицовка в углах и выступах — частью из цокольной плиты и правильно тёсанных гранитных камней. Средний бык сложен был исключительно из больших гранитных правильно тёсаных камней. Толщина устоев была 14 ф, длина их 70 ф, высота 15 ф, а средний бык имел толщину 4 ф. Для большей устойчивости сливного пола и воспрепятствованию его поднятия, флютбет по длине продолжен был до второго уступа (по старым чертежам до конца флютбета). Береговая отделка флютбета, начиная от устоев, до конца его (в 1840 году) была деревянная.
Полы: понурый (впереди порога) и сливной или флютбет (позади порога) настланы по деревянному ростверку на круглых сваях в два ряда досок с плотною прифуговкою и конопаткою их. При уступах на флютбете употреблены были гранитные правильно тёсаные камни, связанные между собою особенными железными связями. Пустоты под ростверком и поля его заполнены были правильною кирпичною бутовою кладкой на весьма хорошей гидравлической извести. Перед понурым полом и под порогом, который был деревянный, — могу сказать положительно, — проведены были правильная шпунтовая линия свай. Надобно полагать, что такие же линии проведены при концах устоев и под первым уступом, а может быть и при остальных трёх малых уступах.
Этот каменный водоспуск с флютбетом до 1833 года обеспечил действие завода. Ежегодная весенняя и после дождей излишняя вода выпускалась через заводскую плотину безостановочно, не причиняя ни сооружению, ни местности особого вреда. После 20-летнего существования водоспуска деревянные полы флютбета и другие его части начали повреждаться; к тому же начали усиливаться отдельные на флютбетах ключи, и по вскрытии части пола для исправления, фильтрация снизу до того усилилась, что совершенно препятствовала производству работ. Чтобы удержать на месте кирпичную бутовую кладку под полом, тотчас должны были закрыть снятую половую настилку и прижать его приподнявшиеся кирпичи так, что, с некоторою боязнью начали смотреть на старое сооружение, тем более что в случае прорыва в этом месте предвиделось совершенное разрушение заводских строений.

(прим. состав. что-то похожее на причины аварии Саяно-Шушенской ГЭС)

К такому неблагонадёжному состоянию водоспуска присоединилось ещё то важное неудобство, весьма часто встречаемое и на других заводах, что при усиленных весенних выпусках вод, даже и после большого дождя, выпущенная через щиты плотины вода не успевала уходить по старому руслу р. Сестры. Она застаивалась и накоплялась при конце флютбета; а так как к тому же месту, по расположению заводских строений, притекала вода из колёс, то последняя задерживалась и в свою очередь подпирала их, и выступала даже к самым заводским строениям. Наконец предстояла неизбежная общая переделка, представлявшая не маловажные опасения. Всё это, кажется, было главными причинами, вследствие которых предложено и исполнено было устройство, в стороне от заводских строений, каменного перепада с водосливом.

## ПлотинаДестрема

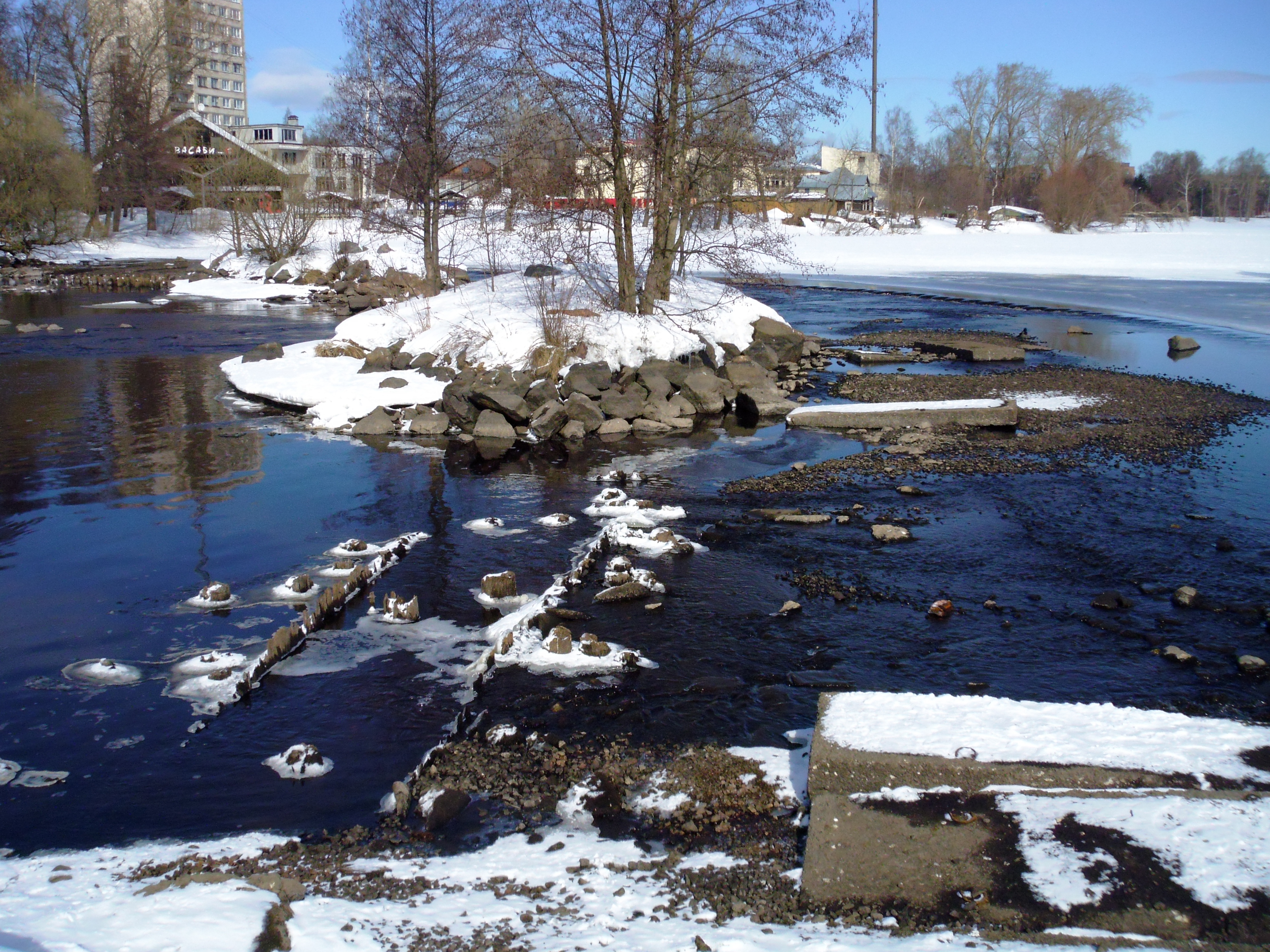
Ряжи. Шпунт из досок.
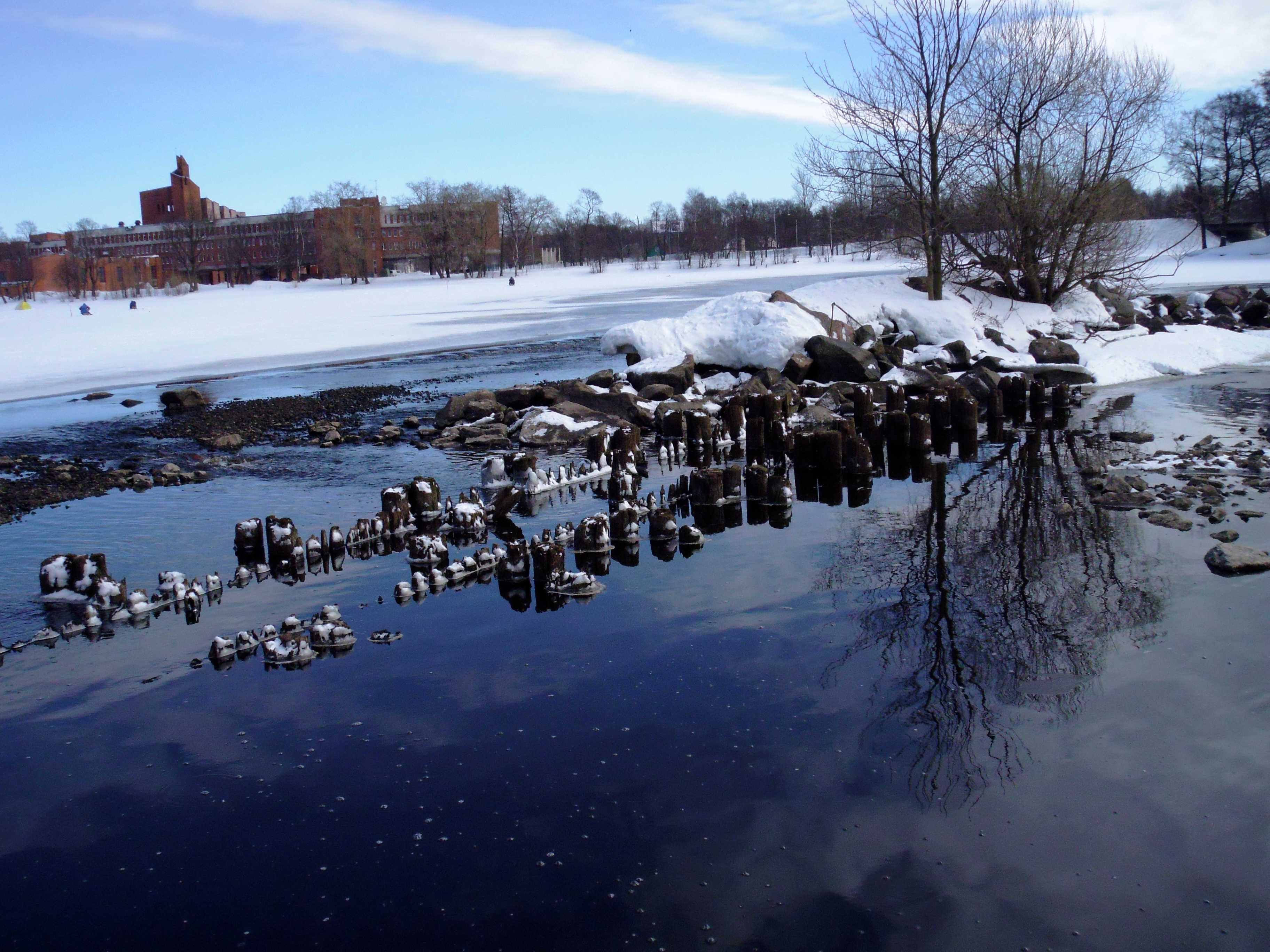
Ряжево-земляная плотина Дестрема
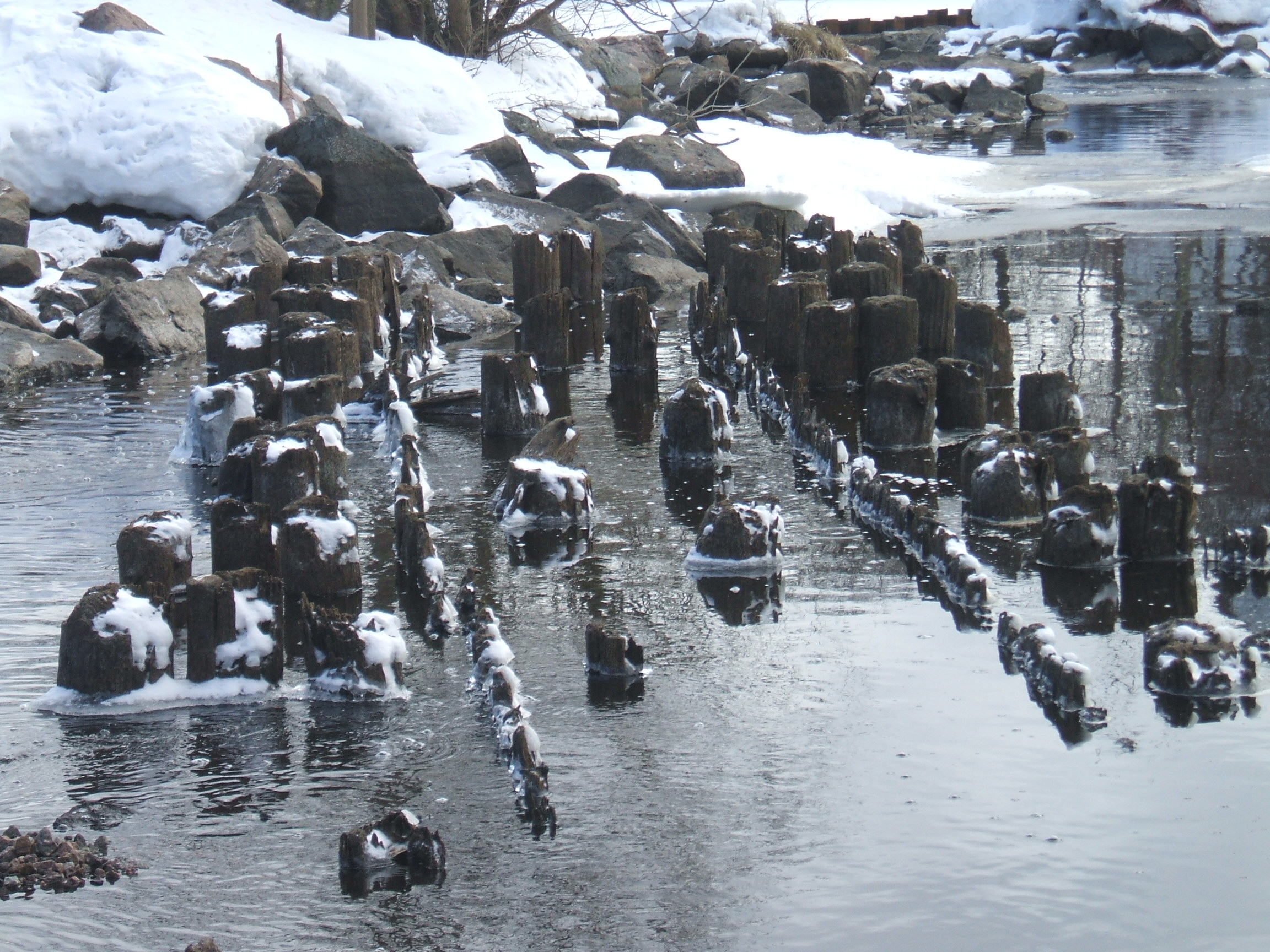
Круглые сваи плотины Дестрема
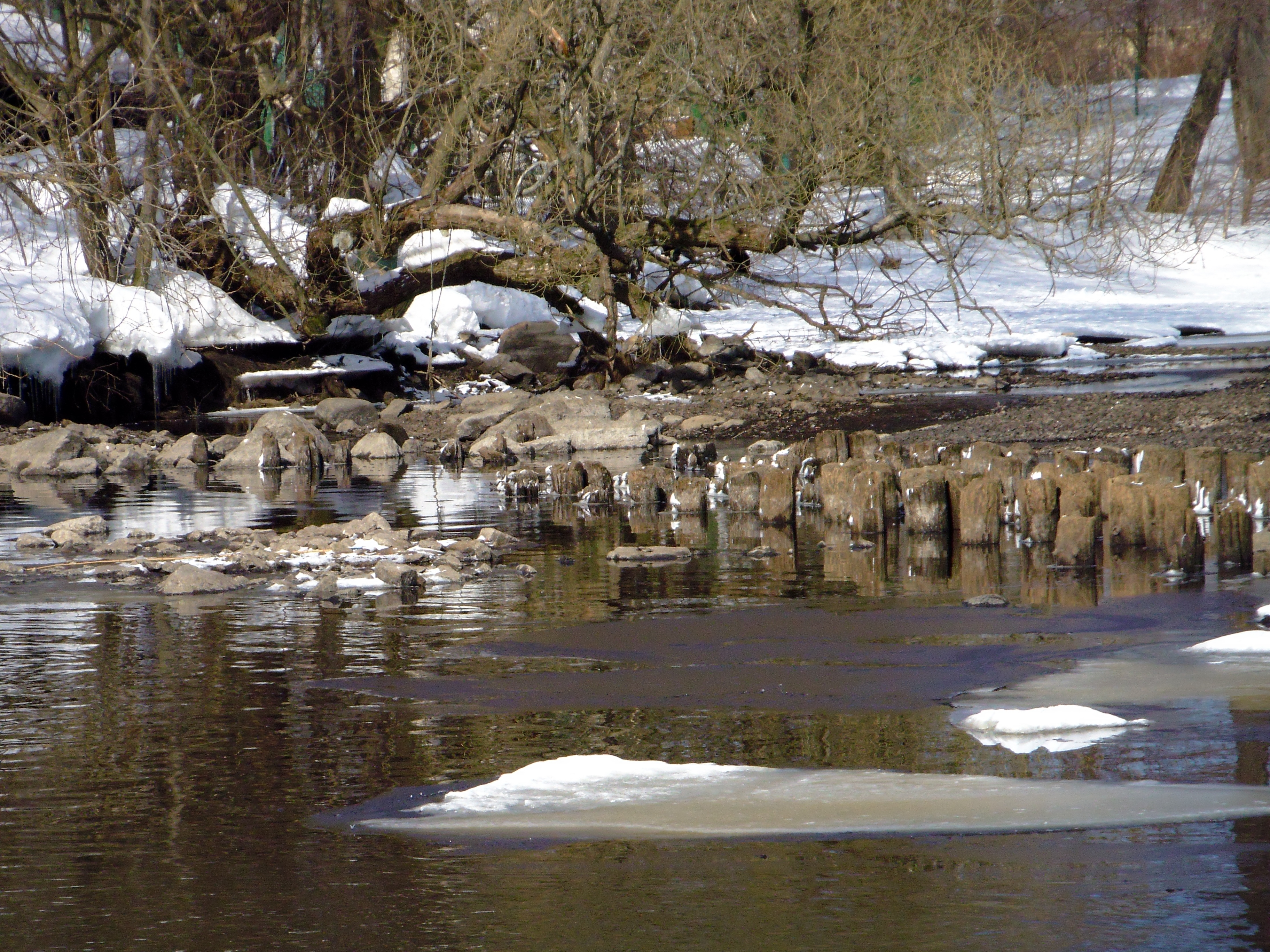
Сваи у правого берега
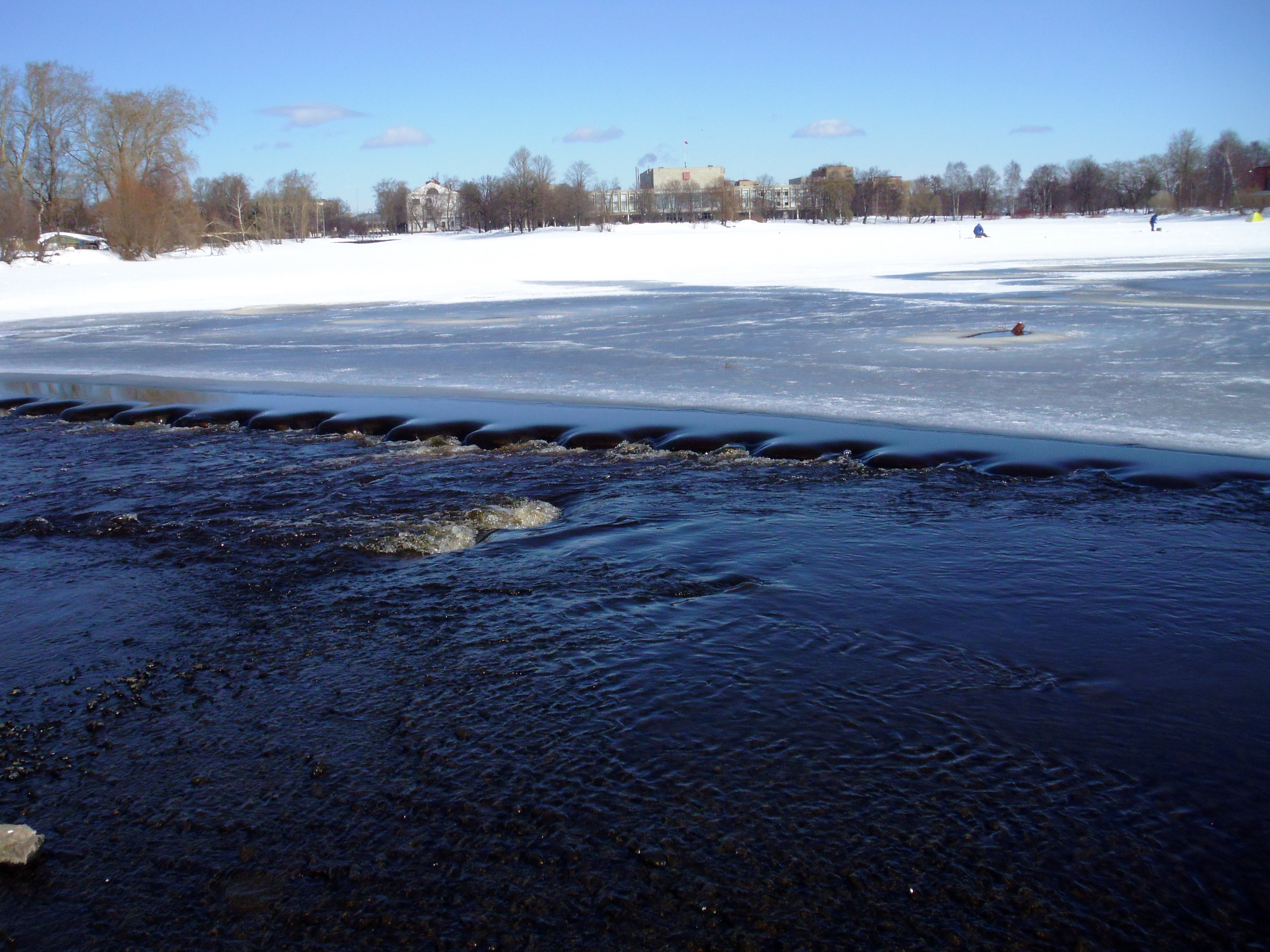
плотина из металлического шпунта
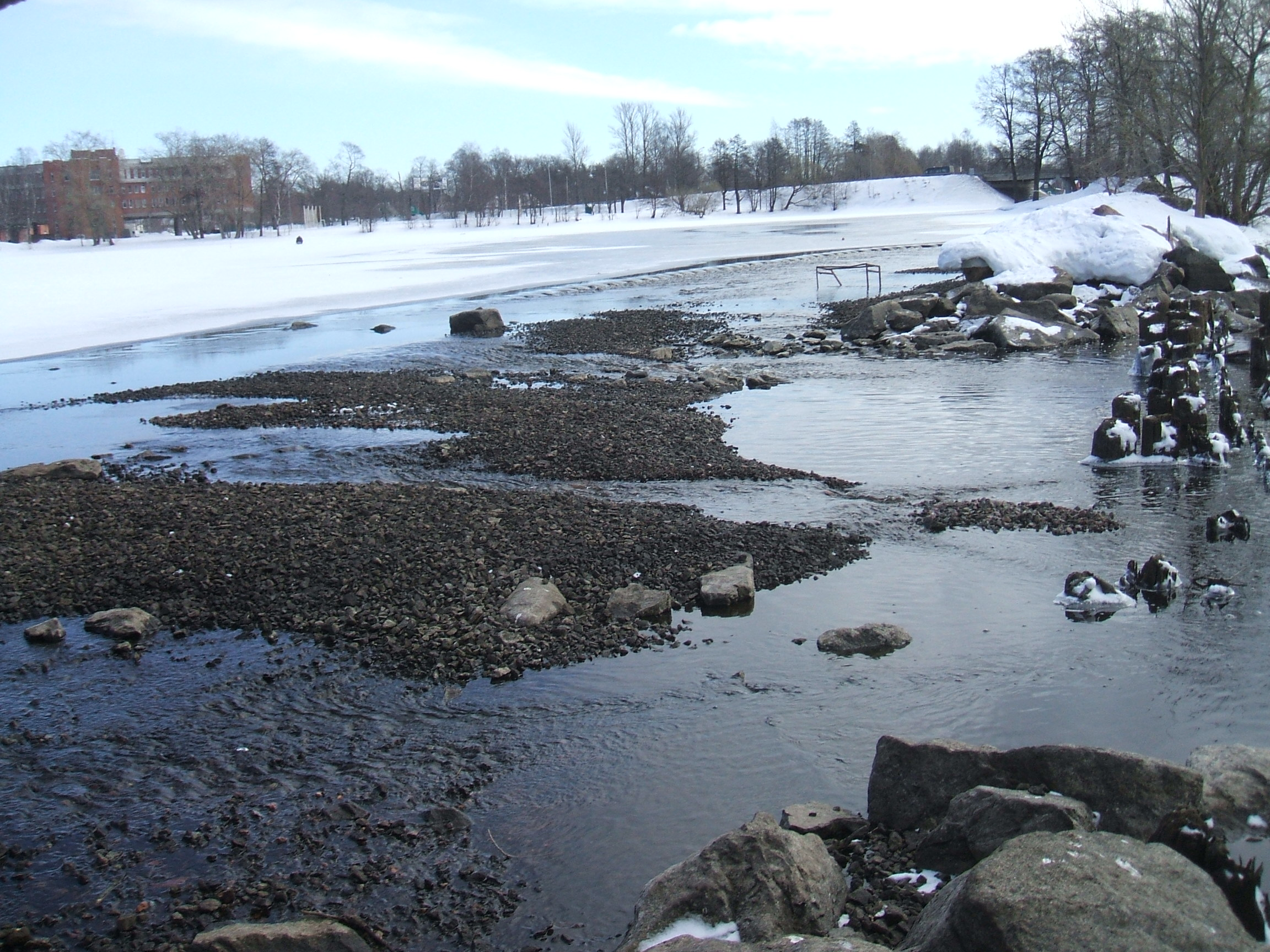
отмель у правого берега за свайной преградой

В инженерном журнале есть ещё одна статья безымянного автора о строительстве и разрушении этой плотины, который вероятно мог быть и автором проекта её строительства.
Р. Гаусман продолжает:

Вновь возведенное сооружение окончено было к весне 1833 года и в ту же весну подмыто и окончательно разрушено было. Вода, открыв себе выход из водохранилища, хлынула к этому прорыву, образовала промоину, шириною до 100 саженей, подмыла и унесла несколько близ стоявших строений, затопила и изрыла всю низменную местность ниже перепада и ушла в Финский залив, причём увлекла быстротою струи деревянный мост, соединявший берега разлива. Не имея в руках и не видав проекта разрушенного в 1833 году сооружения, не могу передать его размеры, но из рассказов очевидцев можно вывести заключение, что водослив имел размеры не соответственные для пропуска массы весенней воды, и не обращено было должного внимания на соединение самого сооружения с песчаными берегами. К этим недостаткам проекта, как я имел случай убедиться ныне при устройстве нового водоспуска на том же месте, должно присоединить и то важное обстоятельство, что, судя по некоторым отрытым шпунтовым и круглым сваям, длиною около 2 аршин, самое выполнение проекта, как кажется, было не вполне правильно, так как углубились сваями до твёрдого песчано-иловатого пласта земли, лежащего на 5-футовой глубине от поверхности…..
Завод после этого остался без воды, и действие его прекратилось, до окончательного выведения в том же 1833 году и на том же месте глухой запруды или земляной дамбы.
Дамба эта ограждена двумя параллельными досчатыми шпунтовыми линиями, правильно вбитыми между рамами;.. Длина каждой линии 100 сажень; расстояние между ними 2 сажени. Досчатые сваи… нижними концами доходили до твёрдого песчано-иловатого пласта, лежащего на глубине до 24 фут от 48-дюймового горизонта водохранилища, или на глубине от 5—8 фут от поверхности оврага. Ящик между шпунтовыми линиями наполнен местным, сыпучим песком. Откосы вначале имели в основании 1,5 высоты и укреплены дёрном, но последний выгорел, а как передний откос от волн постоянно обмывался, то впоследствии основание его было увеличено от 5 до 7 высот, и тогда только волнение перестало размывать откос.
Задний откос более 15 лет оставался без укрепления, но впоследствии выстлан был булыжным камнем… Так как был снесён мост, поверхность дамбы приспособили к проезду… В этом виде постройка существовала до настоящего времени, а теперь она, кроме того, заменяет перемычку, возводимой вновь под защитою ея каменной спусковой плотины. Фильтрация, в виде тончайших струй в песке постоянно здесь существует, в особенности же в левом берегу; но никогда она не может сделаться опасною, тем более, что по возведении каменной спусковой плотины средняя часть дамбы прорежется, а береговые части соединятся с новой насыпью, так что с 1862 года эта местность изменит свой вид и характер…
…При таких обстоятельствах… исполнили некоторые мелочные исправления и починки в заводской плотине с флютбетом, но на капитальное исправление этого сооружения не решились; да и опасно было.
Несмотря на ветхое состояние этого водоспуска, выпуск весенних и обыкновенных после дождей вод до 1839 года производился успешно. К весне же 1839 года окончена была новая каменная спусковая плотина в нарочно вырытом отводном канале р. Сестры на Ржавой канаве.

Многолетние гидрологические наблюдения на реках за паводковыми режимами, представленными в работе, показали максимальные паводковые расходы воды 73 и 77 м³/с, соответственно по реке Сестре и Чёрной. Плотина Гаусмана, имеет максимальную пропускную способность при 18 открытых задвижках около 150 м³/с, без учёта шпунтовых преград построенных в 1985 и 2005 годах. Паводок апреля 2011 года был пропущен через плотину Гаусмана при 9 открытых верхних задвижках, каждая из которых имеет возможный расход не более 4 м³/с, то есть общий максимальный расход воды не превысил обычного среднестатистического 36 м³/с.